# Parc national d'Etosha
Le parc national d'Etosha (en anglais : Etosha National Park) est une grande aire protégée de Namibie située dans la région du Kunene, à 400 km au nord de la capitale Windhoek et à 125 km au sud de la frontière avec l'Angola. Créée à l'origine comme une réserve de chasse en 1907, à l'ère de la colonisation allemande, elle couvrait à l'origine 93 240 km2. En 1967, elle obtient le statut de parc national, mais dans l'intervalle sa superficie a été réduite à 22 935 km2. Le public n'a accès qu'à un tiers du parc environ, correspondant au lac salé asséché du pan d'Etosha. Visité par 200 000 personnes chaque année, Etosha constitue l'un des hauts lieux du tourisme en Namibie et l'une des plus grandes réserves animalières d'Afrique, abritant notamment 114 espèces de mammifères et 340 espèces d'oiseaux.

## Toponymie
Les toponymes du parc, 183 en 140 ans d'histoire écrite, tirent leur origine de différentes langues : l'afrikaans (Bloubokdraai, Okerfontein), l'anglais, l'allemand (Halali, Klein Namutoni), le héréro, le latin, le nama, l'oshindonga et le san, la langue des Bushmen Hai//om (de) (ou Haïkom). Cependant les proportions ont évolué : alors que le san dominait (43 %), c'est désormais l'afrikaans qui l'emporte, car lorsque la plupart des forages ont été pratiqués à l'ouest d'Okaukuejo, c'était la langue la plus commune parmi le personnel.
L'étymologie du mot etosha elle-même est sujette à diverses interprétations. Selon le ministère de l'Environnement, des Forêts et du Tourisme namibien, le mot etosha signifie endroit où rien ne pousse  en oshindonga .

## Histoire

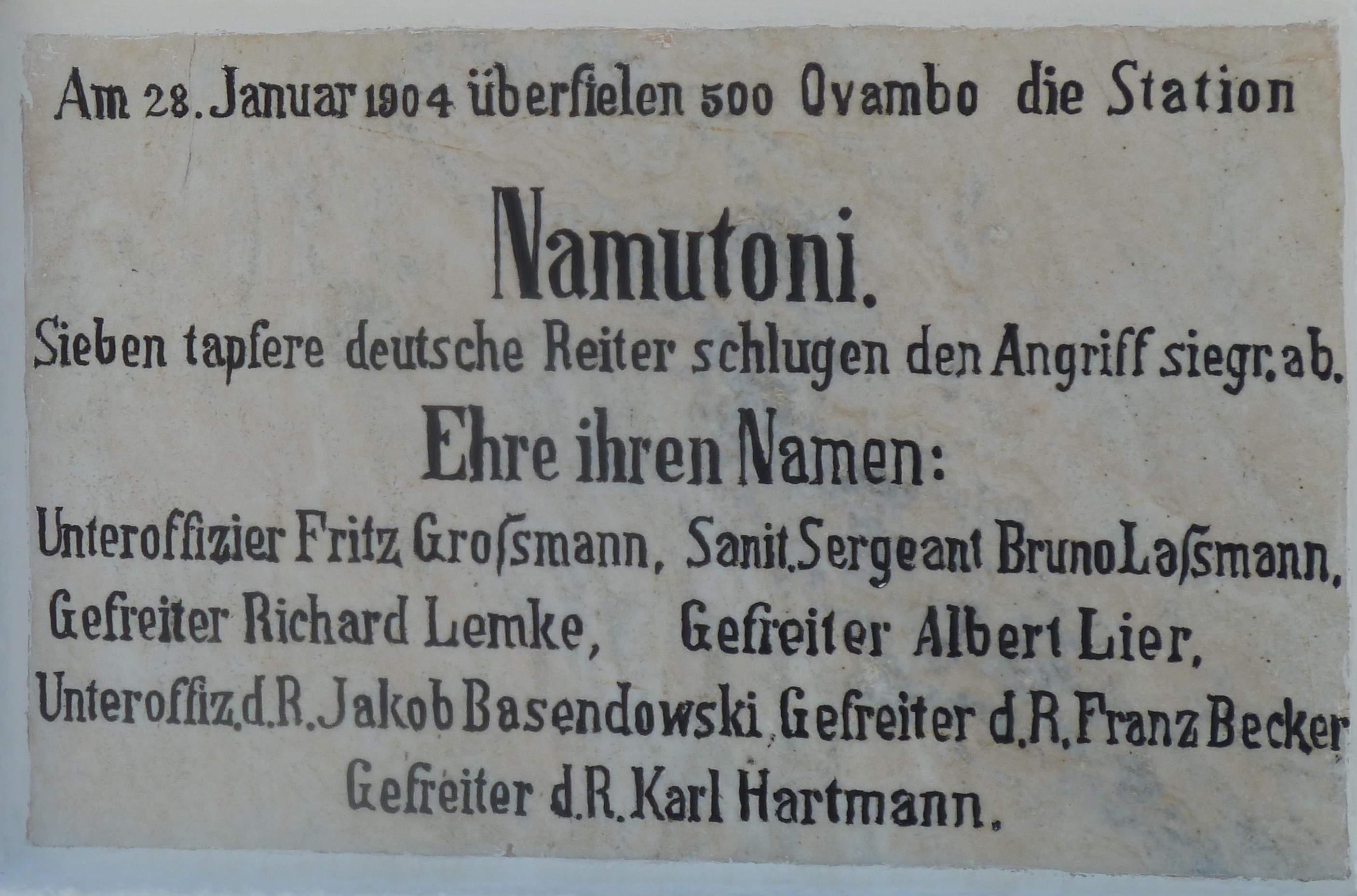
Plaque commémorative allemande à Namutoni (1904).

À l'origine du parc, le pan d'Etosha et sa région sont découverts par les explorateurs européens en 1851, lorsque le Suédois Charles Andersson et le Britannique Francis Galton y arrivent en compagnie de marchands Ovambo. Des routes commerciales sont rapidement ouvertes à l'est et à l'ouest. En 1876 un négociant américain nommé McKiernan décrit avec enthousiasme l'abondance de la faune qu'il y a observée. Les trente années suivantes sont marquées par des peuplements intermittents, des affrontements sporadiques entre Européens et populations autochtones, Haïkom et Ovambo, ainsi que par une menace croissante sur la faune par des chasseurs de gros gibier passionnés.

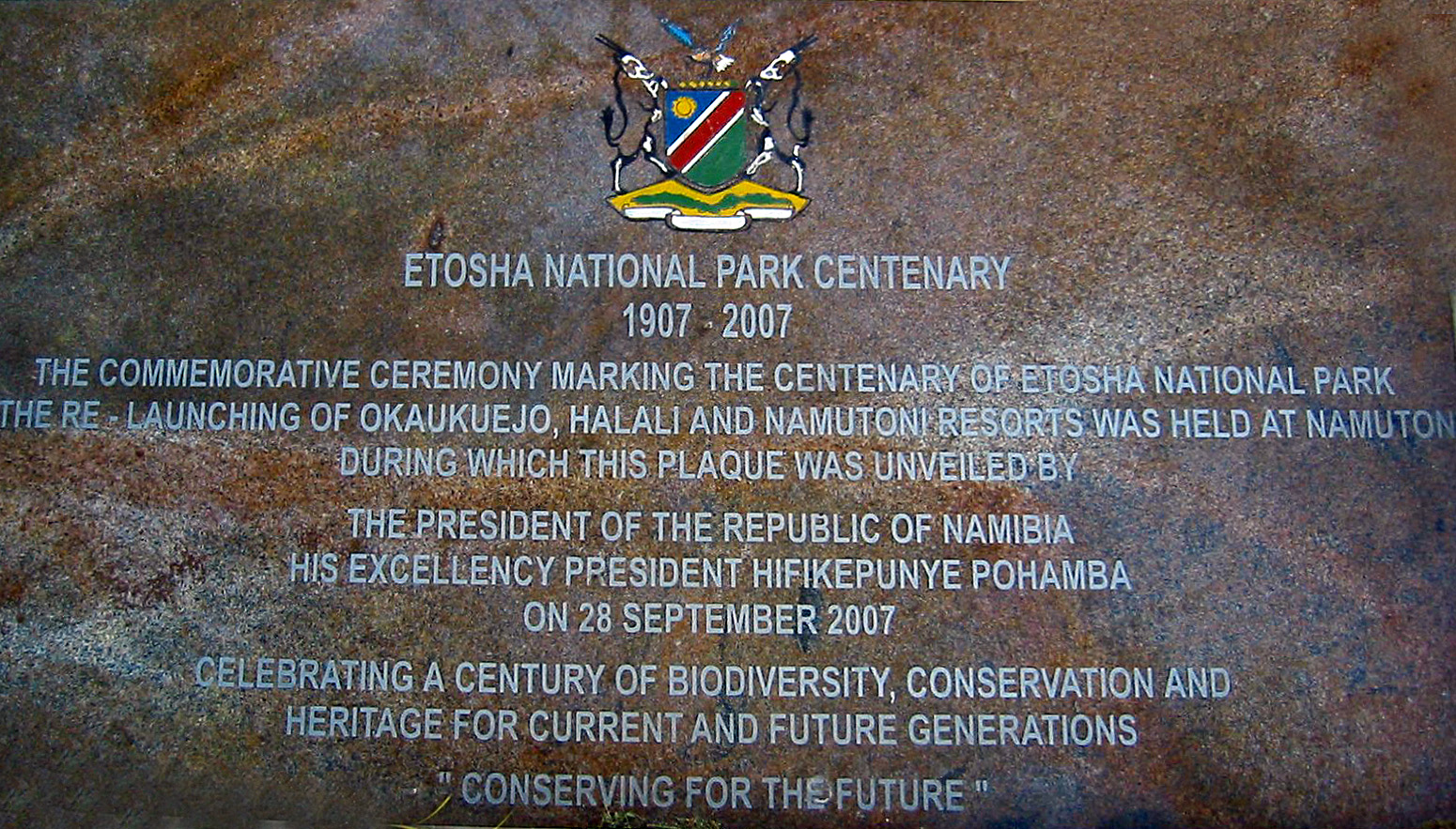
Célébration du centenaire (2007).

Dans le contexte général de la colonisation allemande, les troupes envoyées par le Reich occupent la région de Namutoni en 1896 et y construisent un fort en 1899, détruit par les Ovambo en 1904, mais reconstruit l'année suivante. Après le retour à Berlin du général von Trotha, le nouveau gouverneur du Sud-Ouest africain (Namibie actuelle), Friedrich von Lindequist, confère le 22 mars 1907 le statut de réserve de chasse nationale à Etosha, qui couvre près de 100 000 km2, ce qui en fait alors la plus grande réserve du monde. Mais les polémiques et les changements politiques réduisent sa superficie à 20 000 km2 en 1970.
Au cours des années 1970 et 1980, la plus grande partie de la faune disparaît, du fait d'extrêmes sécheresses et des conséquences de la guerre de la frontière sud-africaine.
Les importants efforts réalisés depuis ont permis d'augmenter à nouveau le nombre des espèces animales parmi les plus rares et les plus populaires.
En 1967, le parlement sud-africain accorde à Etosha le statut de parc national.
En 2007, on célèbre le centenaire du parc, en présence du président de la république de Namibie, Hifikepunye Pohamba.
Le 18 mars 2016 le pan d'Etosha est proposé à l'inscription sur la liste du patrimoine mondial.

## Flore

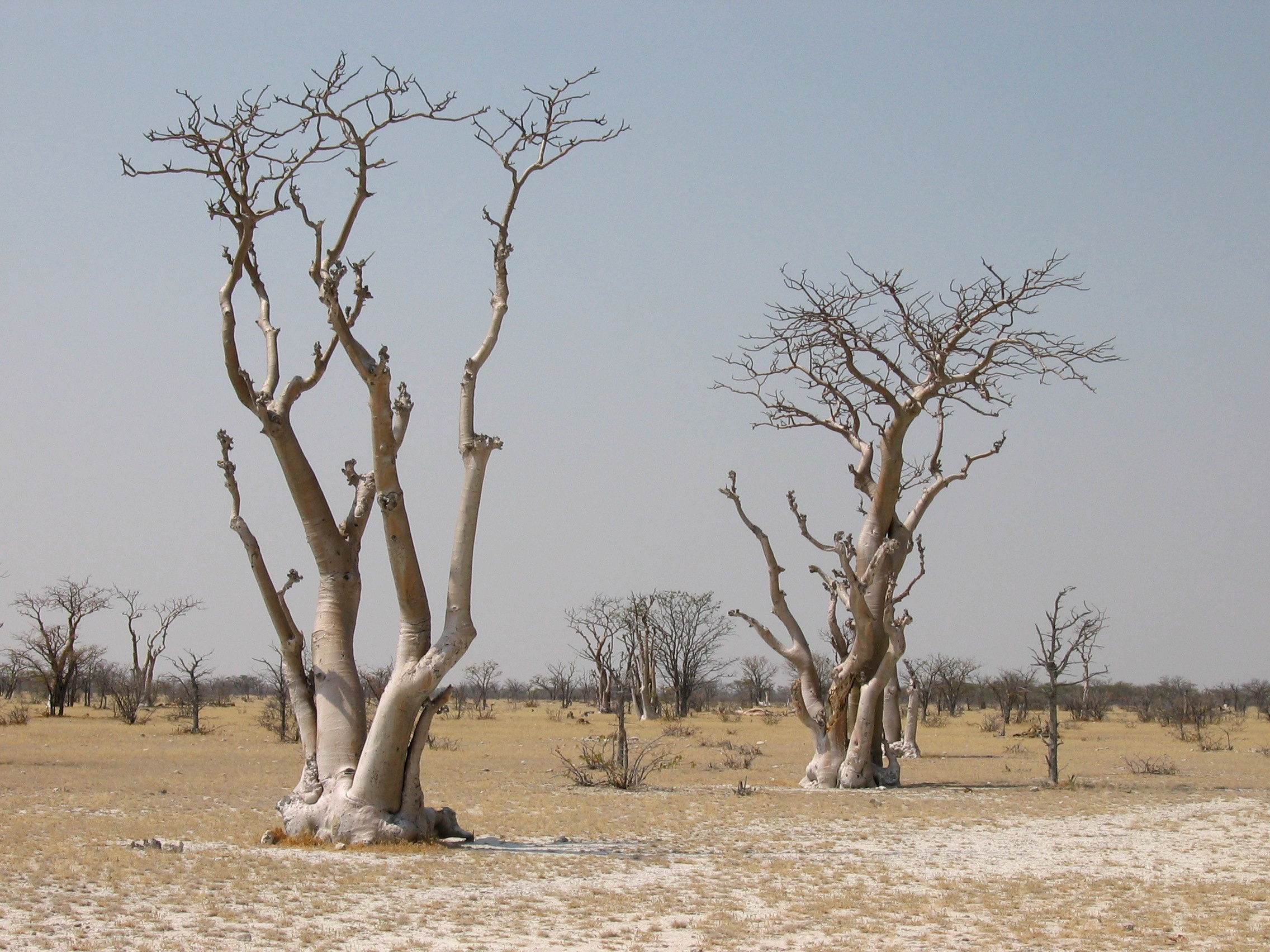
Moringa ovalifolia.

134 espèces végétales différentes ont été dénombrées dans le parc.
Les arbres les plus répandus sont Colophospermum mopane (80 %), Combretum apiculatum (ou Kudubush), Combretum imberbe, Spirostachys africana (ou tamboti), plusieurs espèces d'Acacia (Acacia nilotica, Acacia tortilis) et de Moringa (notamment Moringa ovalifolia), qu'il faut souvent protéger des éléphants qui en sont friands. On y trouve aussi des palmiers, tels que Hyphaene petersiana, et d'autres arbres tels que Lonchocarpus nelsii qui produit de petites fleurs violettes au printemps, également Berchemia discolor, Commiphora glandulosa ou Ziziphus mucronata.
Dans cette région aride, la végétation est souvent constituée de petits arbustes et de buissons : Boscia foetida, Suaeda articulata, Salsola etoshensis, Aloe littoralis, Catophractes alexandri, Leucosphaera bainesii, Petalidium engleranum.

## Faune
La protection du parc ainsi que la présence de points d'eau en font un refuge pour nombre d'animaux. Leurs déplacements varient d'une année à l'autre. Pendant la saison humide la plupart se dirigent vers des espaces plus verdoyants, loin des zones touristiques, mais ils reviennent peu à peu avec l'arrivée de la saison sèche.

### Mammifères
114 espèces de mammifères vivent dans le parc.
Les plus nombreux sont les éléphants (1 900-3 000), les rhinocéros (600-750), les zèbres de montagne (Equus zebra hartmannae) (450-950), les zèbres de Burchell (14 500-21 300), les impalas à tête noire (Aepyceros melampus petersi) (1 500). Mais on y trouve également un nombre significatif de lions, léopards, guépards, hyènes tachetées (Crocuta crocuta), élands (Taurotragus oryx) et girafes (Giraffa camelopardalis angolensis), ainsi que des springboks (Antidorcas marsupialis), des gnous bleus (Connochaetes taurinus), des phacochères, des grands koudous (Tragelaphus strepsiceros), des oryx gazelles ou gemsboks (Oryx gazella), des dik-diks (Madoqua kirkii damarensis), des chacals à chabraque (Canis mesomelas), des protèles ou loups fouisseurs (Proteles crisdetata), et de petits animaux tels que les renards à oreilles de chauve-souris (Otocyon megalotis), les mangoustes rouges (Galerella sanguinea), les mangoustes jaunes (Cynictis penicillata), les mangoustes rayées (Mangouste rayée), les lièvres des buissons (Lepus saxatilis), les écureuils de terre du Cap (Xerus inauris), les porcs-épics (Hystrix africaeaustralis).

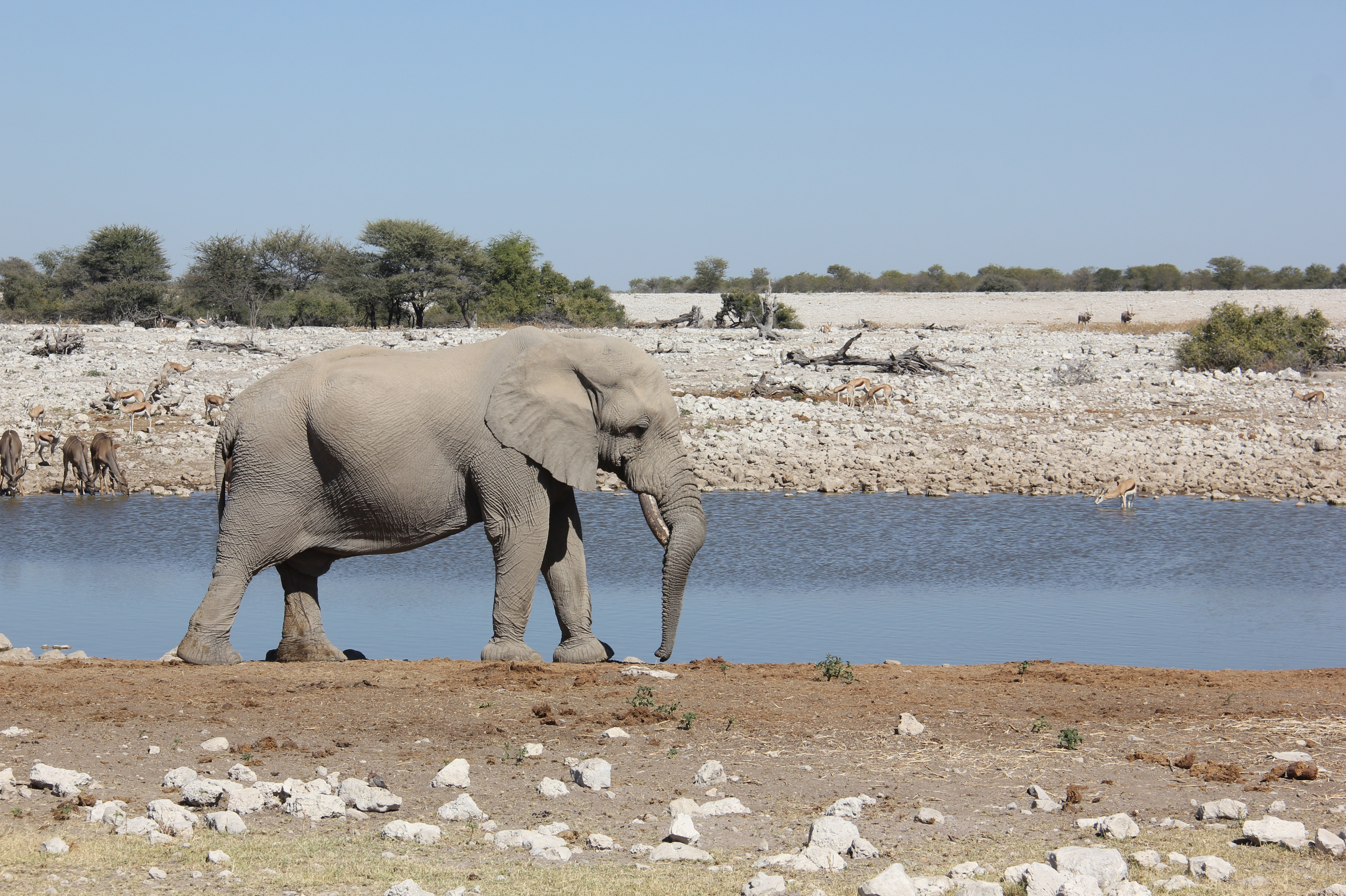
Éléphant.
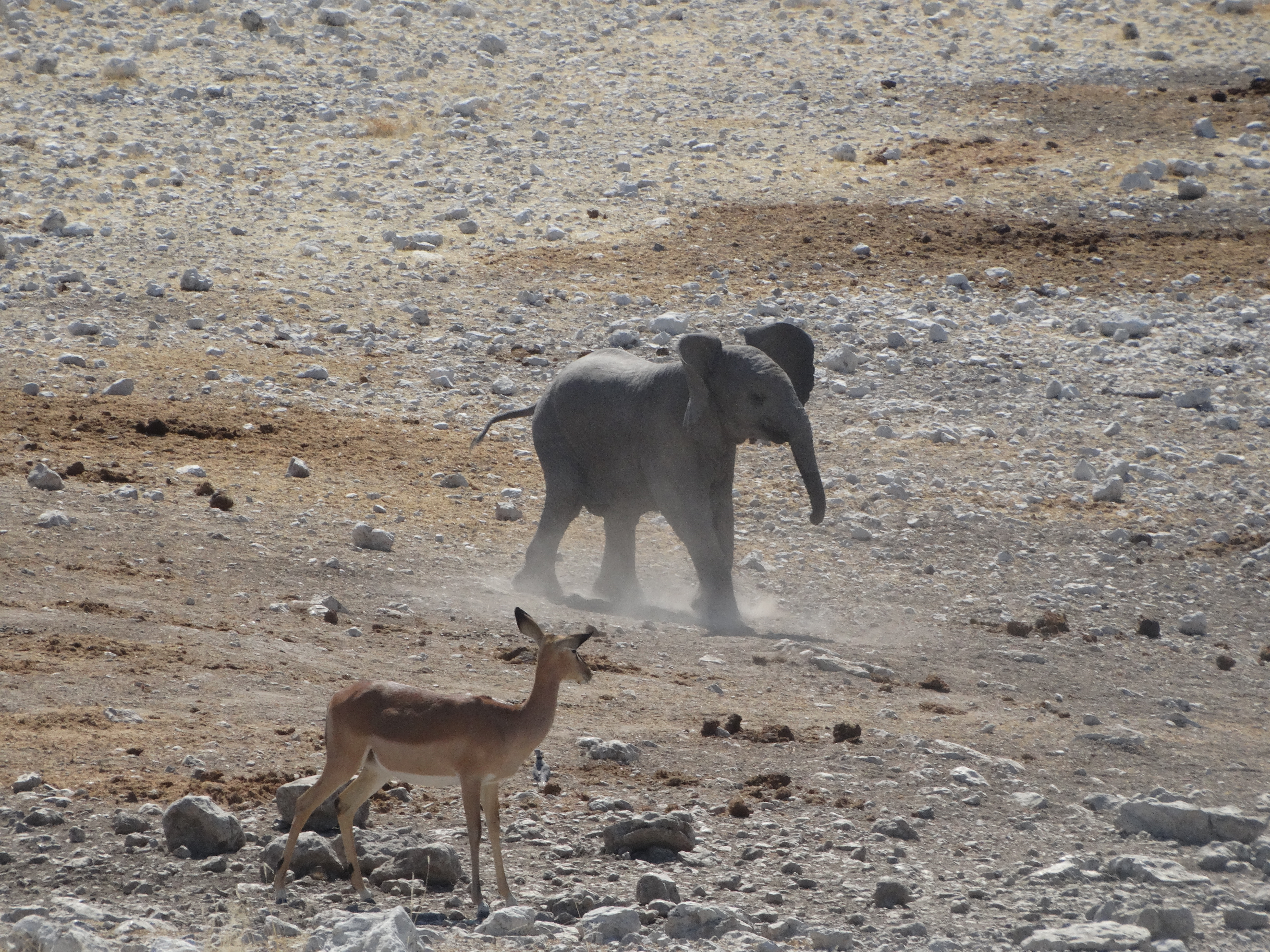
Un éléphanteau et un impala.
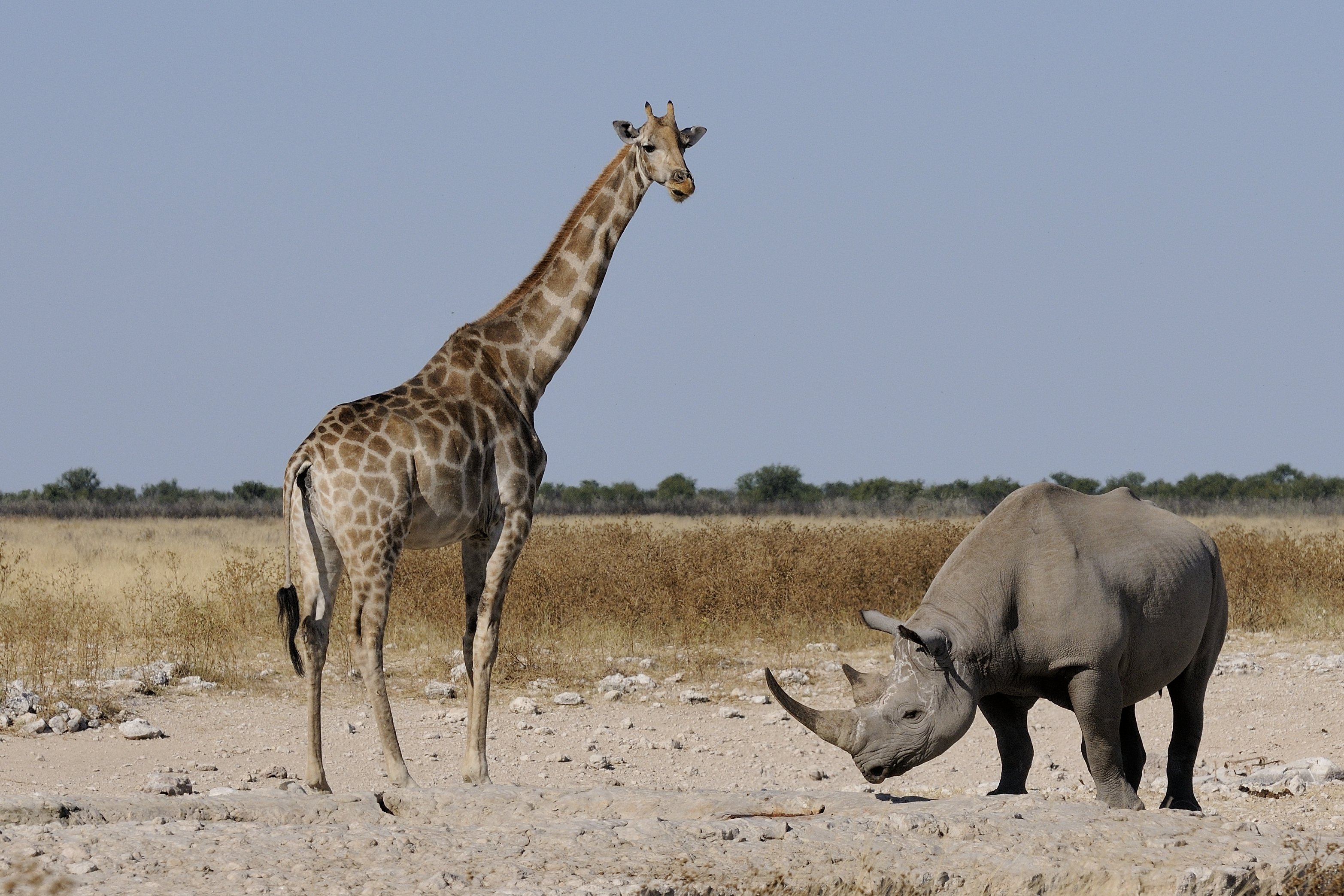
Girafe et rhinocéros.
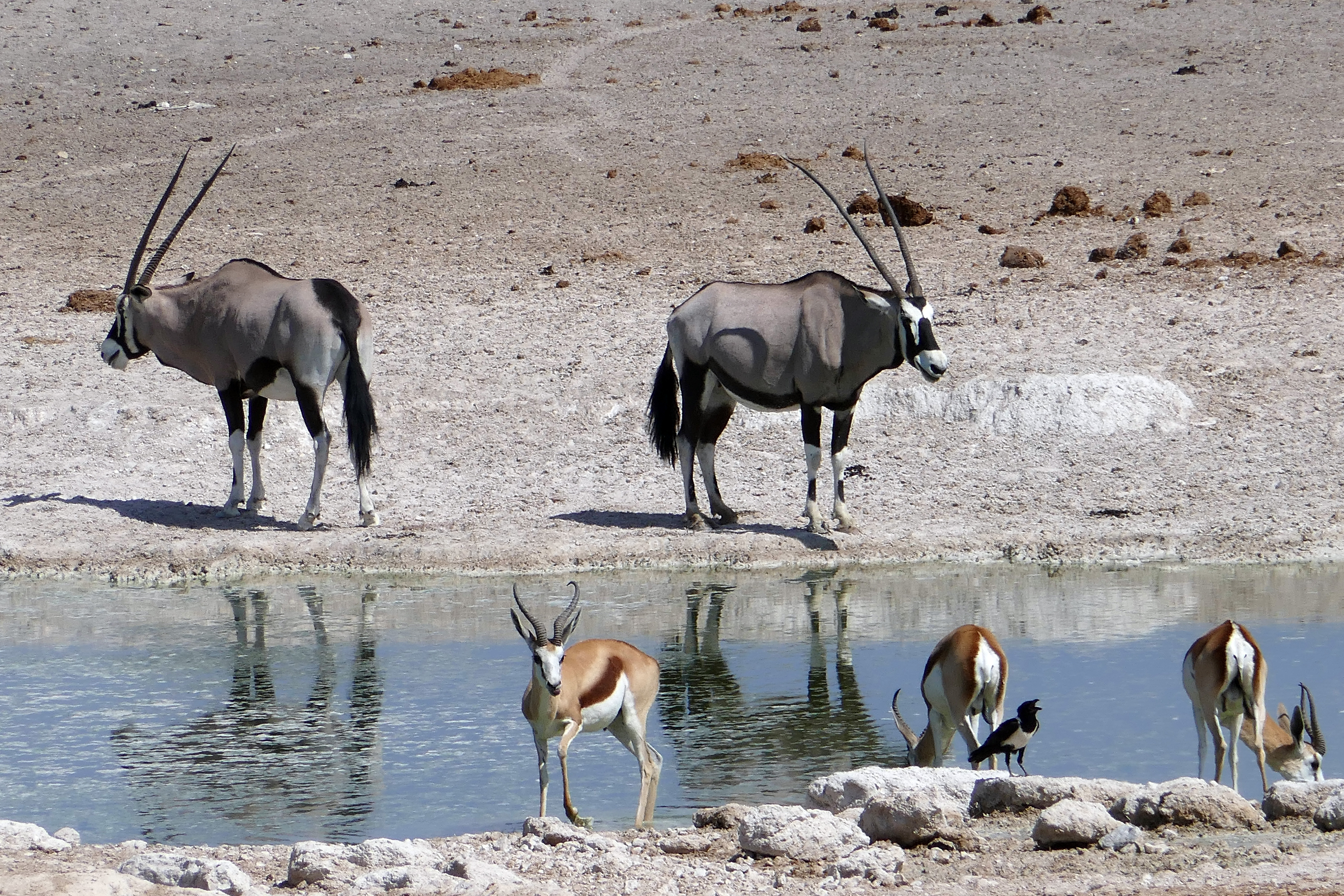
Oryx et springboks.
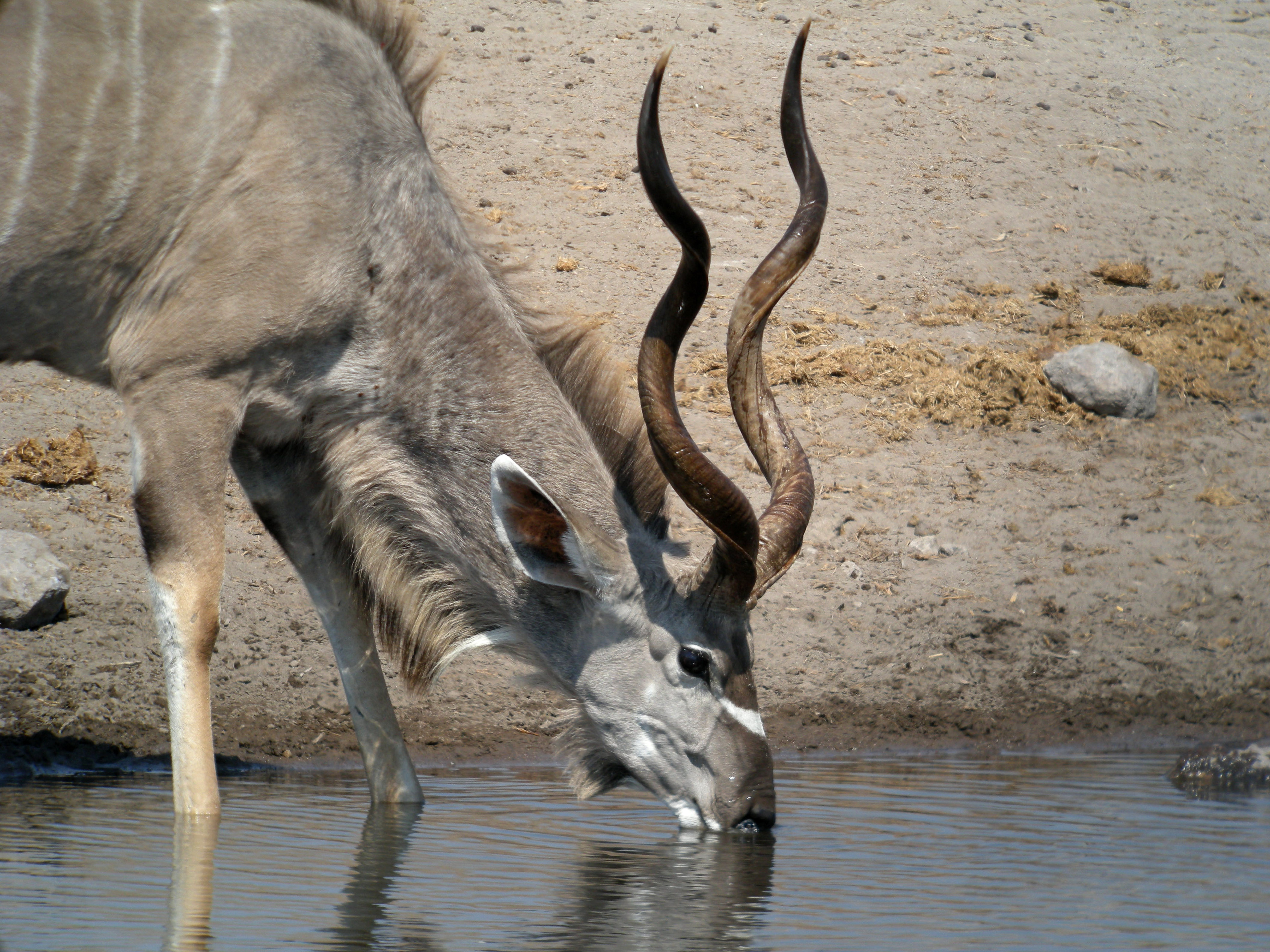
Grand koudou.
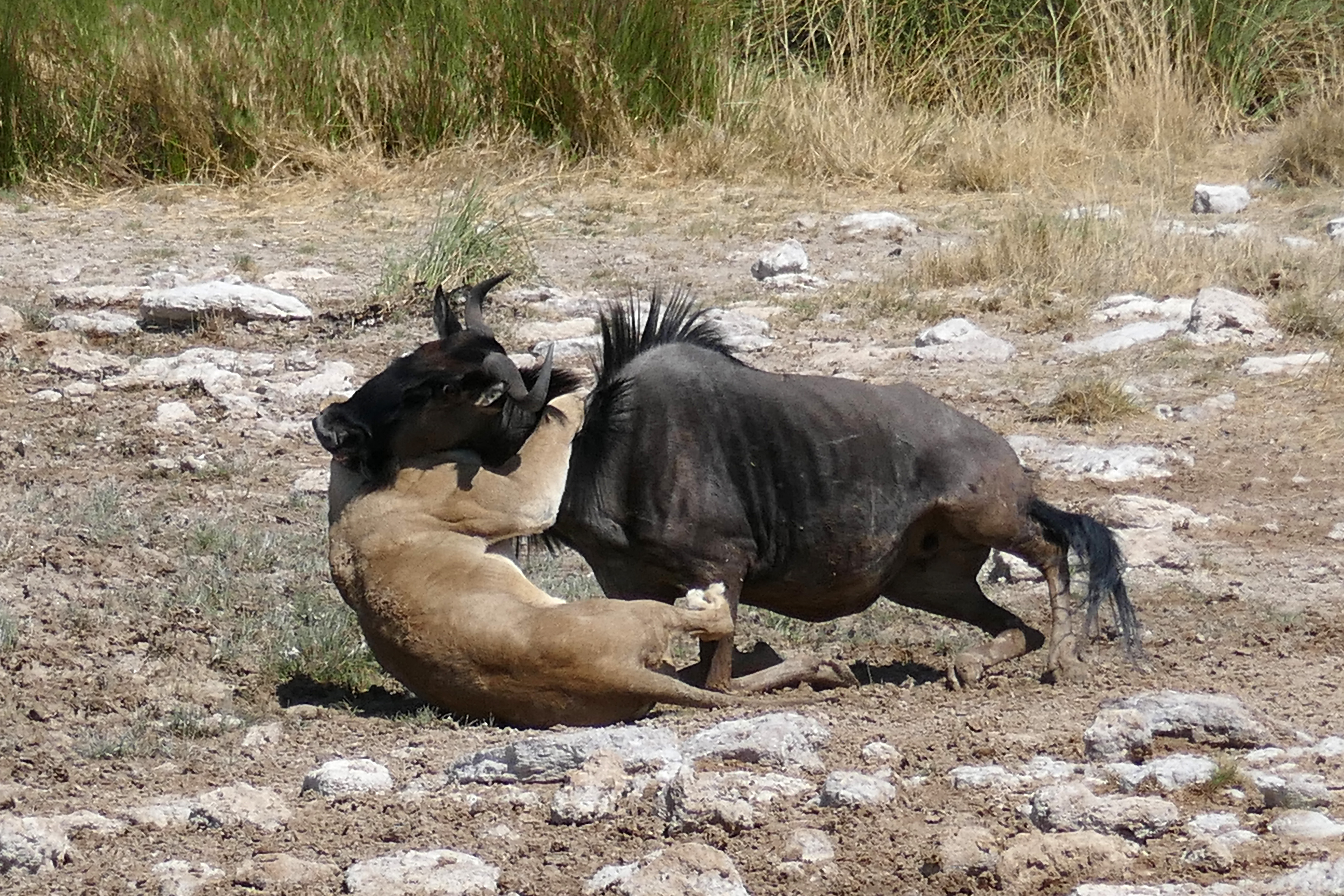
Lionne dévorant un gnou.
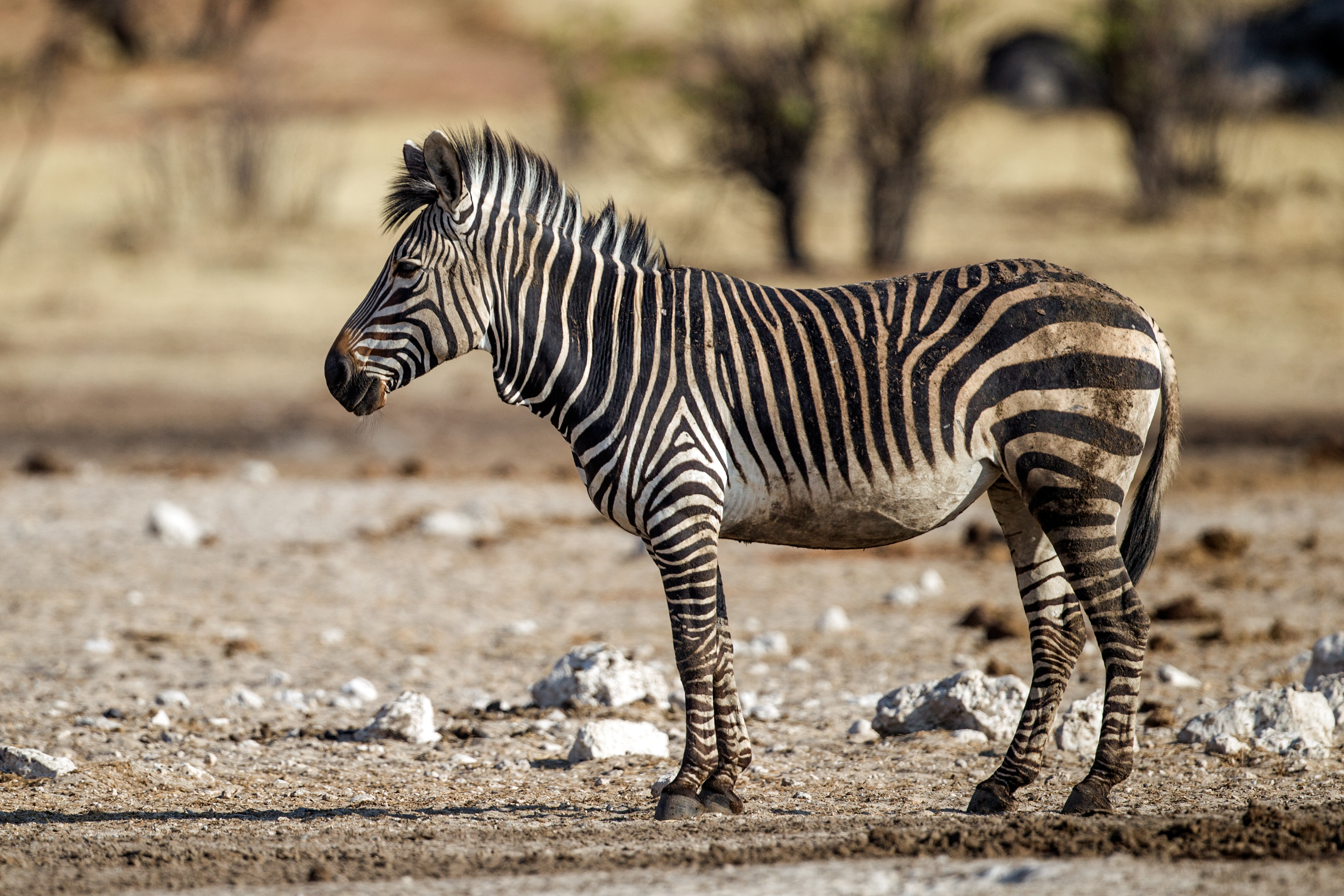
Zèbre de montagne.
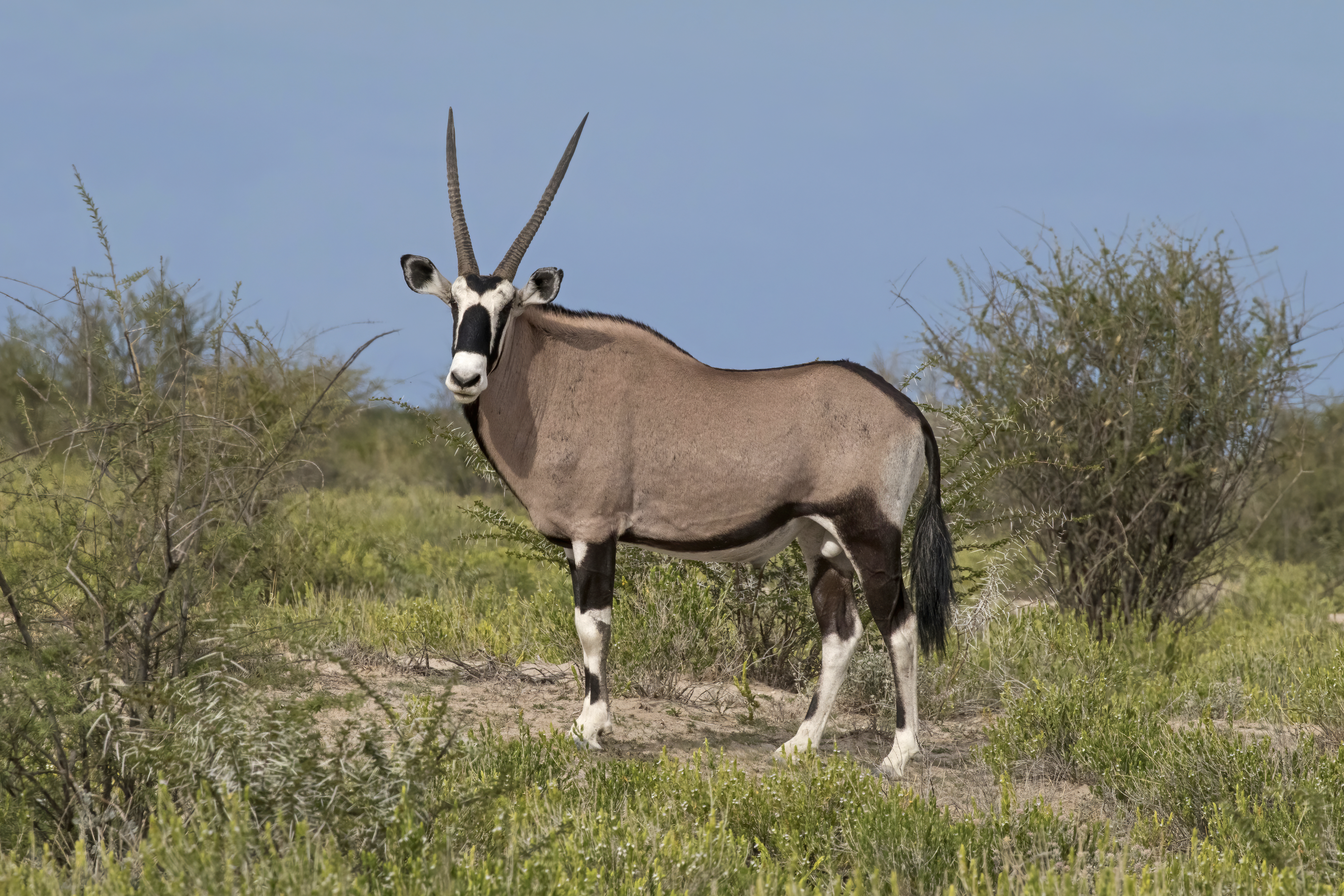
Un oryx gazelle mâle dans le parc national d'Etosha. Mars 2018.
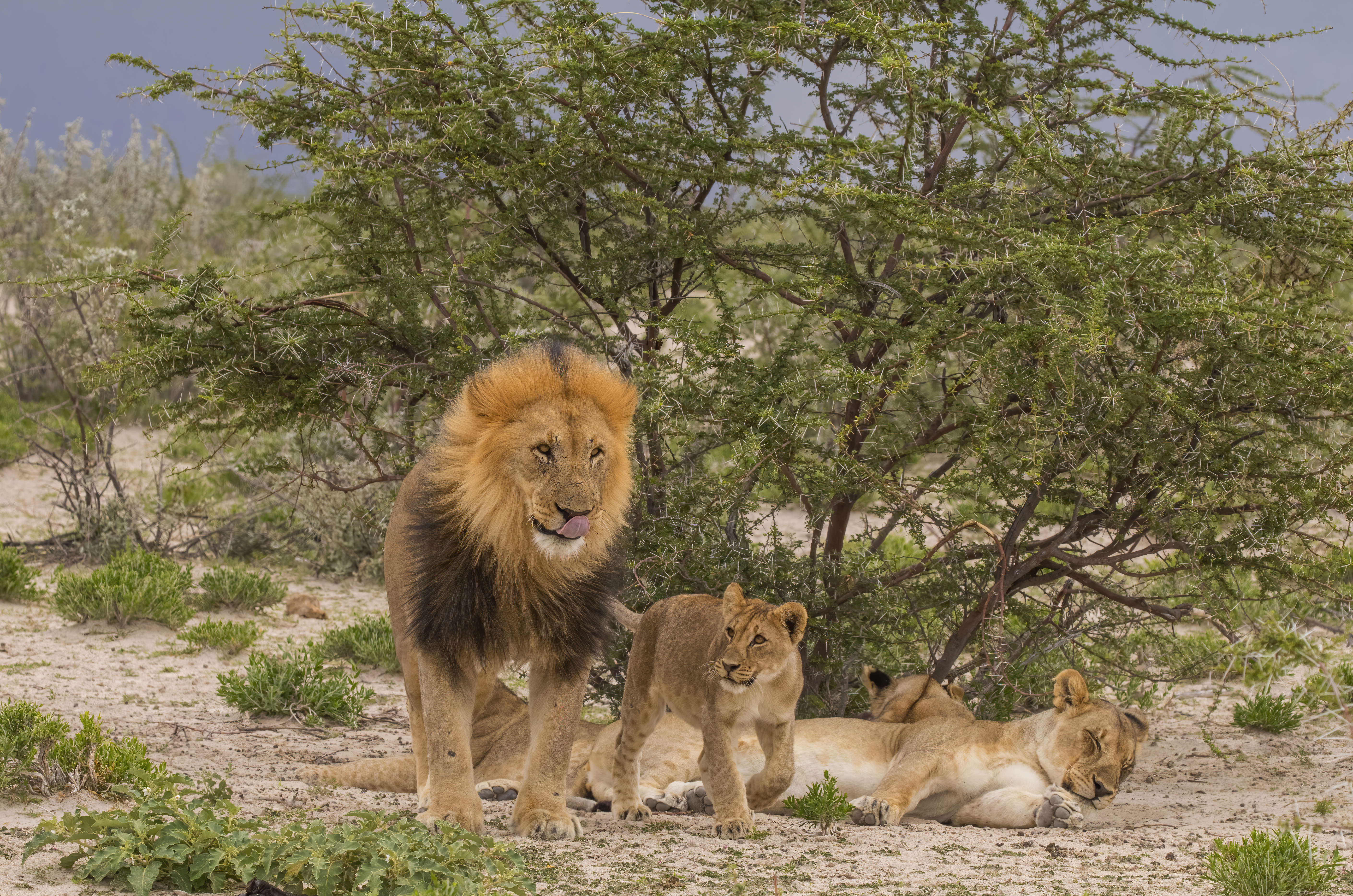
Une famille de lions dans le parc national d'Etosha.  Mars 2018.

En revanche, par manque d'eau, il n'y a pas de buffles, d'hippopotames, de crocodiles ou de singes à Etosha.

### Oiseaux
Plus de 340 espèces ont été recensées dans le parc, dont environ un tiers sont des migrateurs.
Plus de 46 espèces de rapaces ont été observées, tels que le bateleur des savanes (Terathopius ecaudatus), l’aigle ravisseur (Aquila rapax) et l’aigle martial (Polemaetus bellicosus), le vautour oricou (Torgos tracheliotos), le vautour africain (Gyps africanus) et le vautour charognard (Necrosyrtes monachus).
Les plus visibles sont l'autruche (Struthio), le plus grand oiseau du monde, et l'outarde kori (Ardeotis kori), le plus lourd des oiseaux capables de voler. L'arrivée des flamants roses (Phoeniconaias roseus) et des flamants nains (Phoeniconaias minor) est liée à la saison des pluies.
Les plus caractéristiques de Namibie sont le cratérope à joues nues (Turdoides gymnogenys), l’irrisor moqueur (Phoeniculus purpureus), la mésange de Carp (Melaniparus carpi), le calao de Monteiro (Tockus monteiri), l’achétopse à flancs roux (Achaetops pycnopygius) et le perroquet de Rüppell (Poicephalus rueppellii).

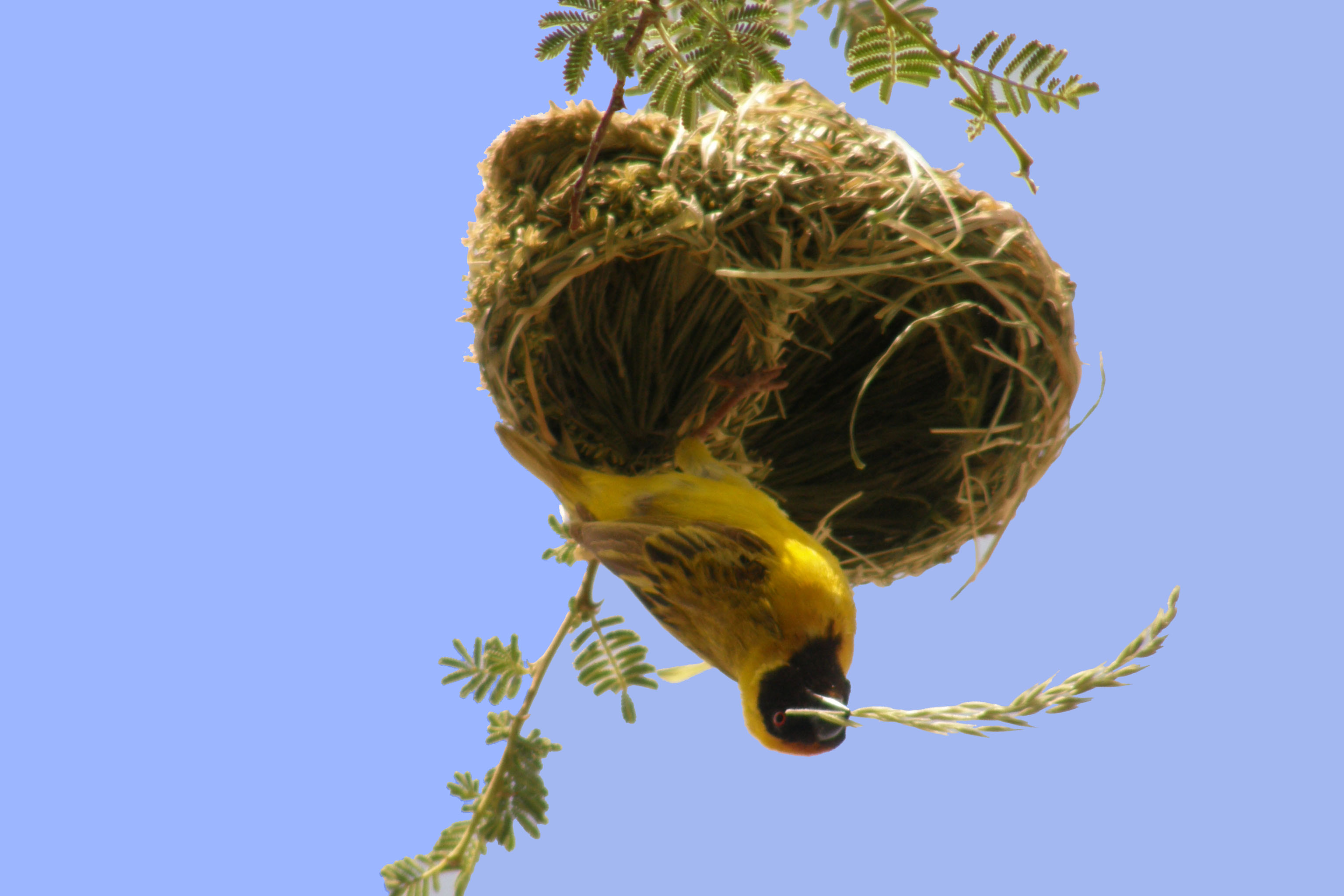
Tisserin à tête rousse.
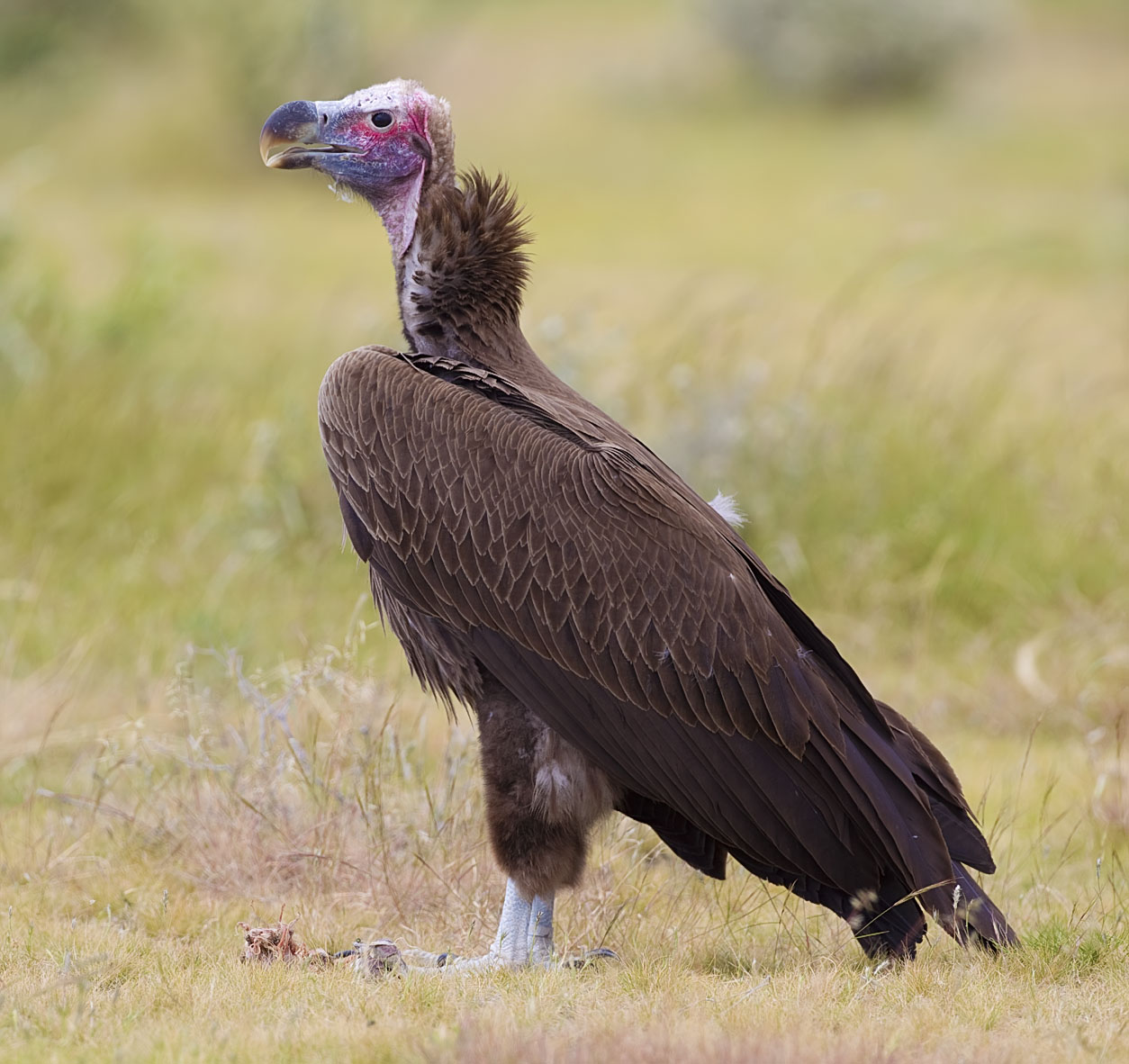
Vautour oricou.
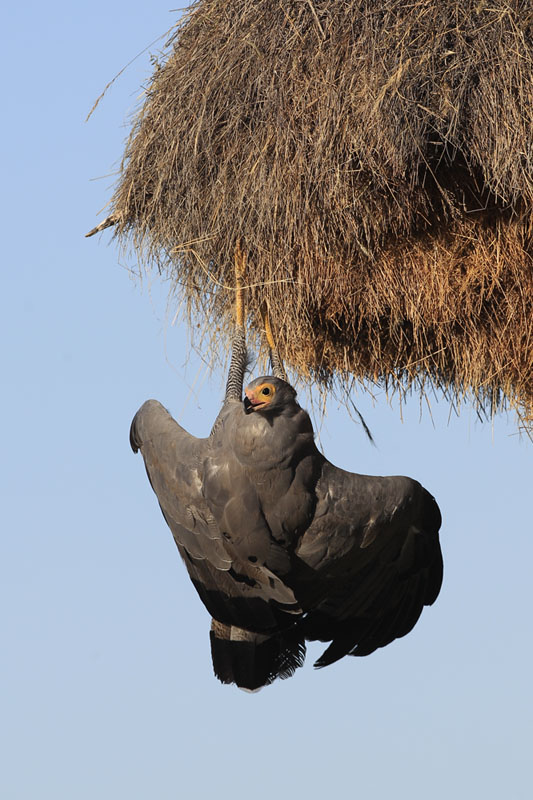
Gymnogène d'Afrique.
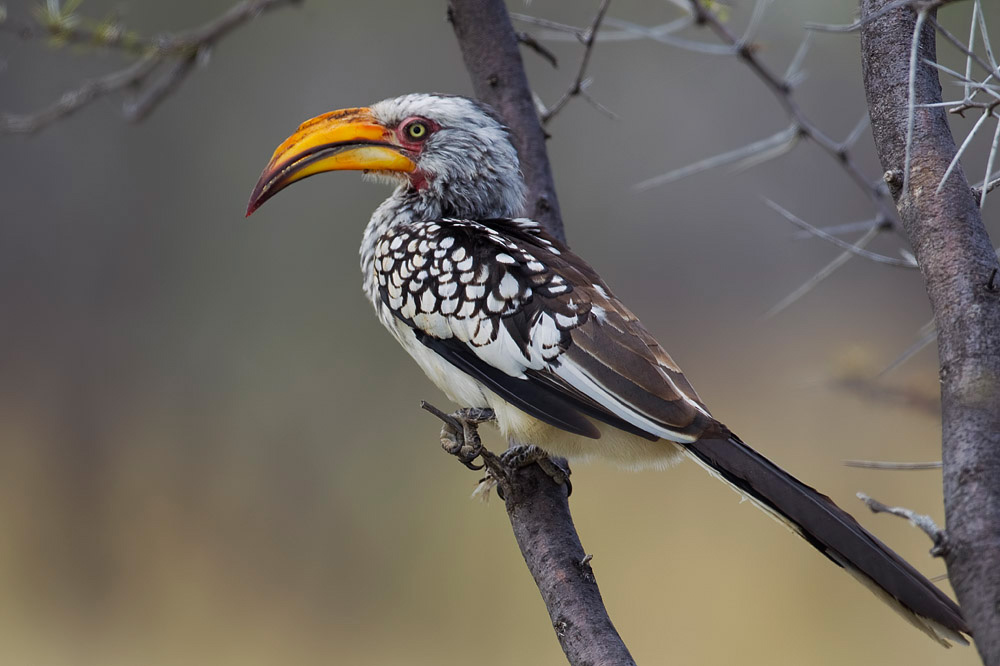
Calao à bec jaune.
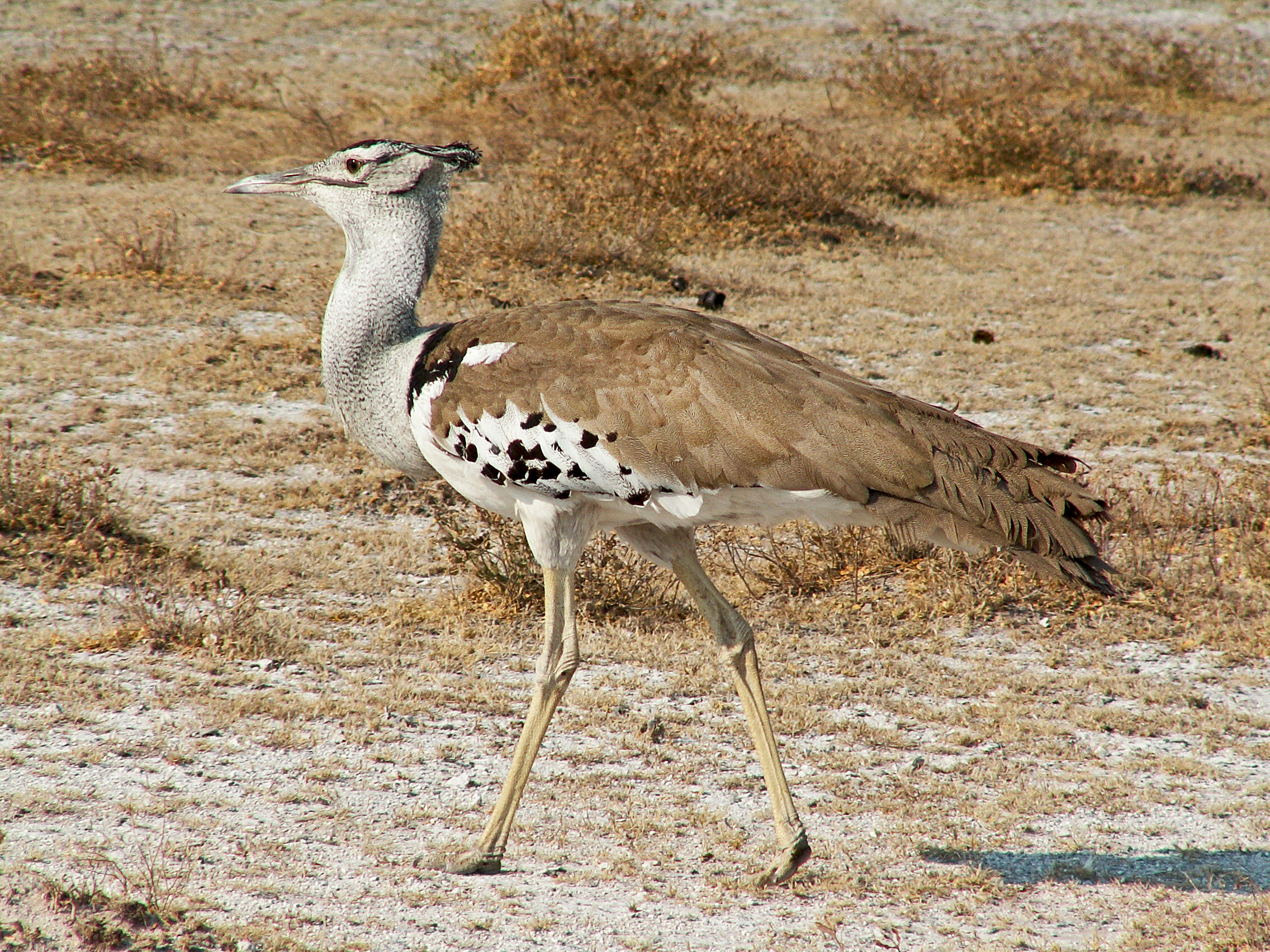
Outarde kori.

### Reptiles et amphibiens
Plusieurs études menées au milieu des années 1980 ont permis de décrire les principales espèces rencontrées.

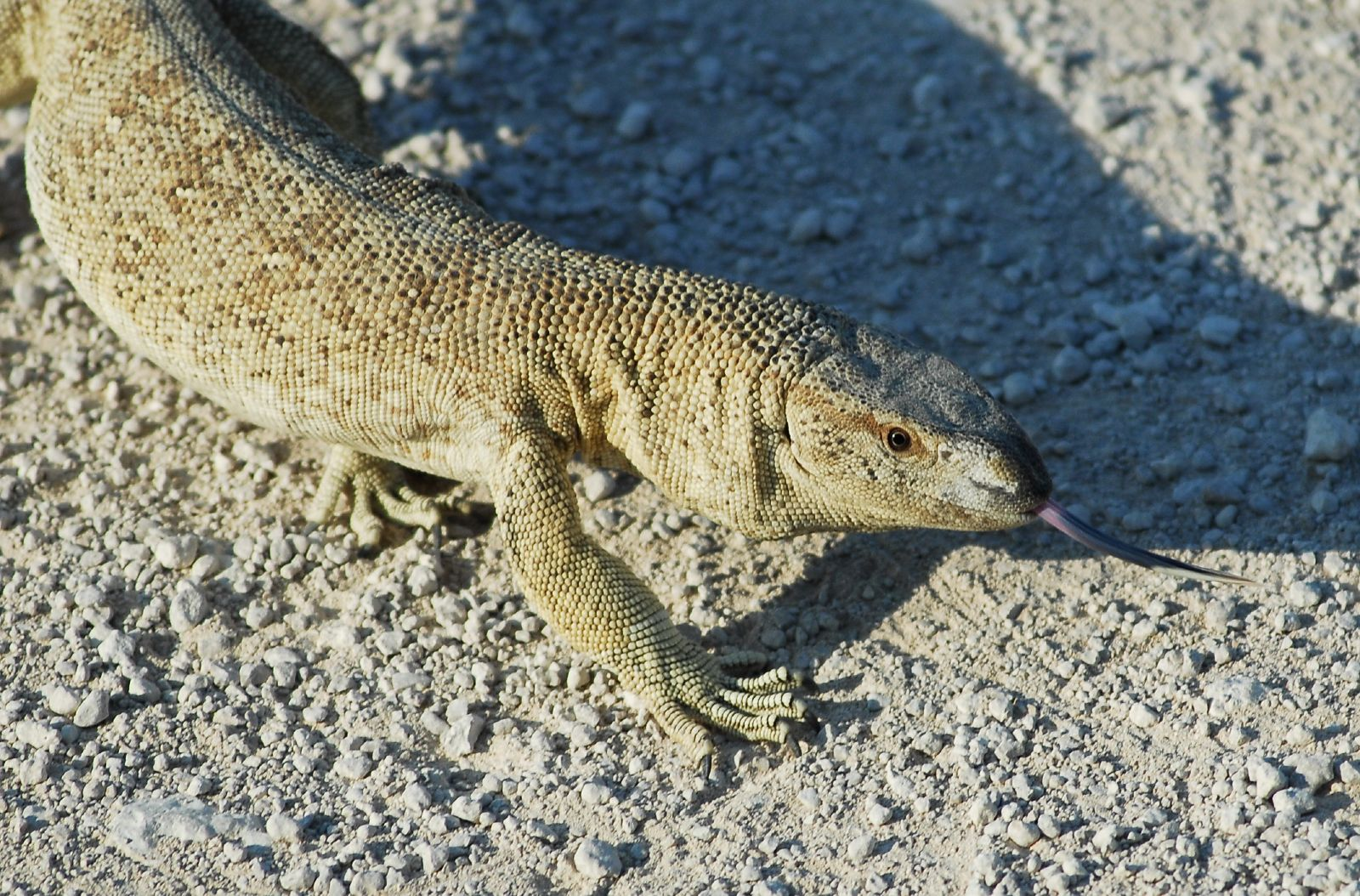
Varanus albigularis.

Les reptiles sont particulièrement nombreux dans les formations rocheuses au sud-ouest du parc et sur les deux collines de dolomite (Tweekoppies) près d'Halali. Le nombre d'espèces reste incertain, 49 ou 110 selon les observateurs. Cette dernière étude évoque la présence de 50 serpents, 51 lézards, 5 amphisbènes et 4 chélonidés.
Plusieurs espèces de geckos ont été observées, telles que Pachydactylus bibronii, Pachydactylus laevigatus laevigatus, Rhoptropus boultoni boultoni, Rhoptropus barnardi ou Ptenopus garrulus garrulus.
Dans le genre Agama, Agama planiceps est répandu, à un moindre degré Agama anchietae anchietae et Agama aculeata aculeata. Un autre Agama porte son nom, Agama etoshae, endémique de Namibie. Les scinques (Scincidae) sont représentés par Trachylepis acutilabris, Trachylepis spilogaster, Trachylepis sulcata ou Trachylepis binotata. Parmi les autres lézards, Cordylosaurus subtessellatus, Gerrhosaurus validus maltzanii, Heliobolus lugubris et Ichnotropis squamulosa ont été observés.
Le varan Varanus exanthematicus albigularis est également appelé white-throated monitor ou rock leguaan.
Parmi les serpents, la présence des espèces suivantes a été relevée : le python Python natalensis, Pseudaspis cana, Psammophylax rhombeatus, Psammophis subtaeniatus, Philothamnus semivariegatus, le serpent des arbres Dispholidus typus, une espève venimeuse Thelotornis capensis, les cobras Naja anchietae et Naja nigricollis nigricincta, le mamba noir (Dendroaspis polylepis), la vipère à cornes Bitis caudalis.
Geochelone pardalis et Pelomedusa subrufa font partie des tortues rencontrées.
Sur les 31 espèces d'amphibiens recensées en Namibie, 16 seraient présentes dans l'enceinte du parc, ce qui est relativement peu par rapport aux 33 avancées pour le parc national Kruger d'Afrique du Sud, moins étendu. La salinité de l'eau pourrait constituer l'un des facteurs explicatifs. Parmi les amphibiens ont notamment été observés : Breviceps adspersus odspersus (rain frog), Pyxicephalus adspersus (le crapaud buffle africain) et Tomopterna cryptotis (sand frog).

### Insectes
Le ver mopane (Gonimbrasia belina) est trouvé très communément sur les mopanes (Colophospermum mopane), des arbres très répandus dans le parc et auxquels il doit son nom. Les larves et les chenilles sont consommées par les oiseaux et certains mammifères. En Namibie, ces vers constituent une source de protéines appréciée par les habitants, mais l'espèce est protégée dans le parc.
Comme dans le reste du pays, les termitières attestent la présence de Termitoidea.
De nombreuses autres espèces y ont été collectées.

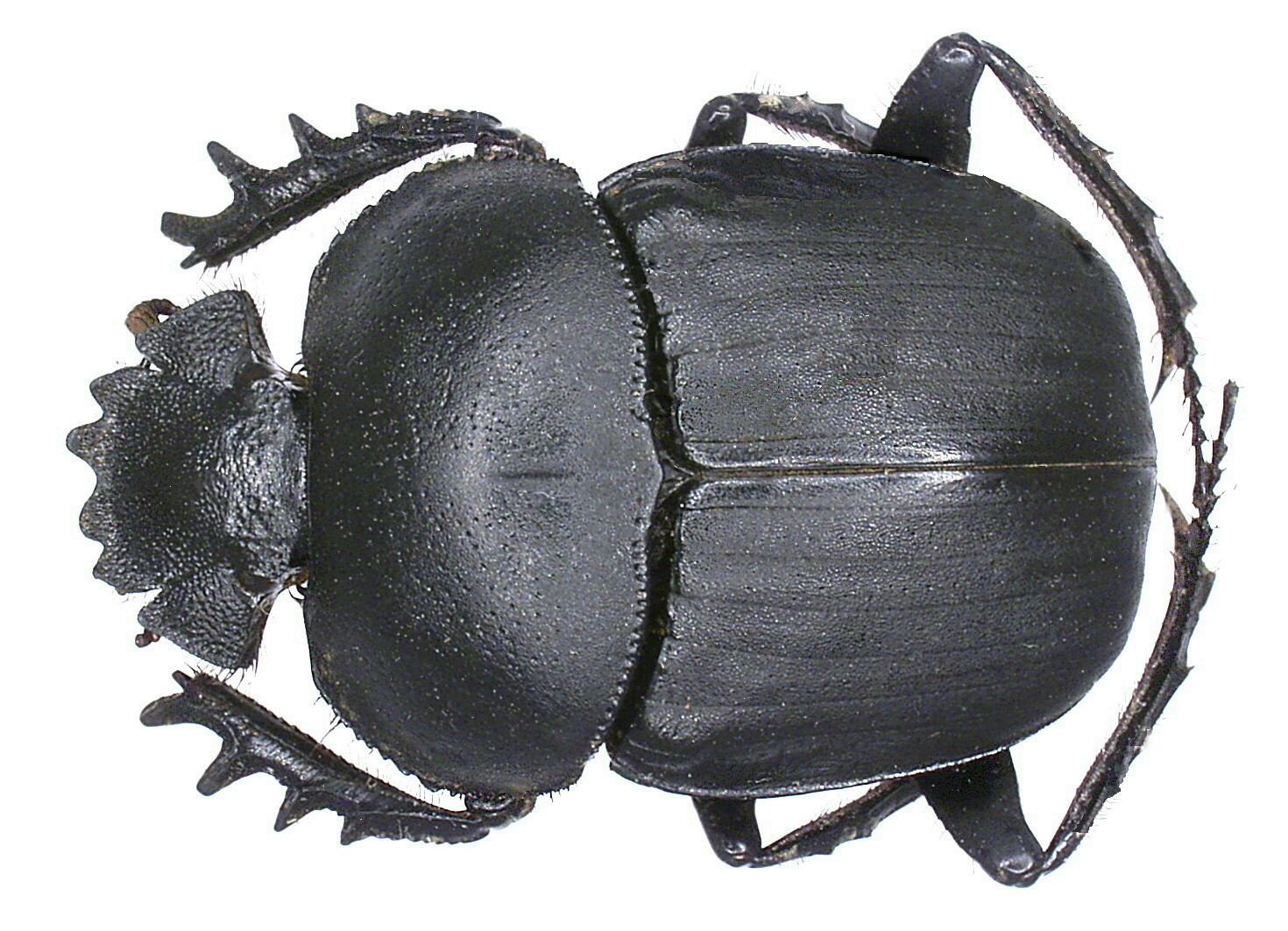
Scarabaeus ambiguus (sv).
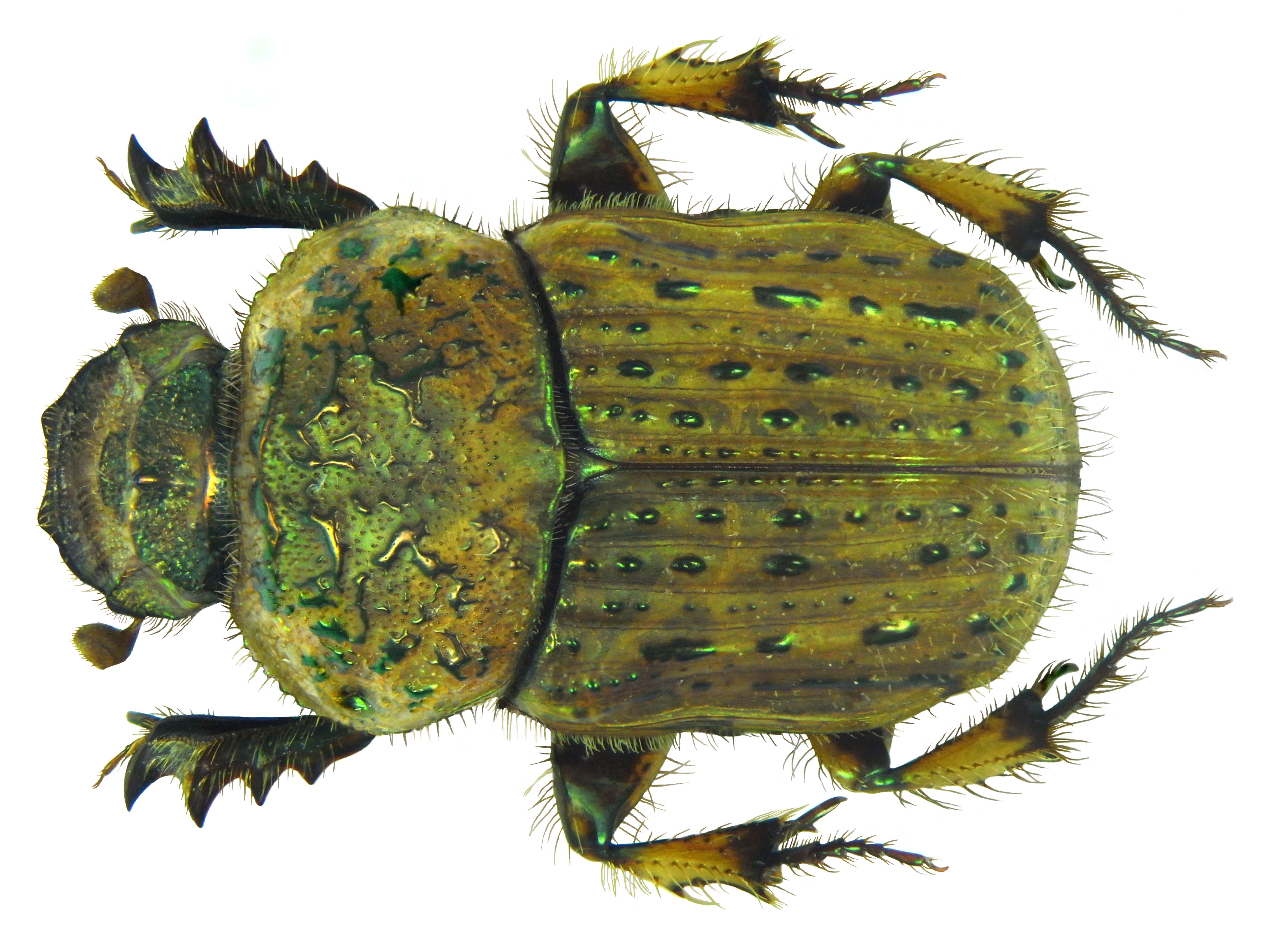
Cheironitis scabrosus (sv).
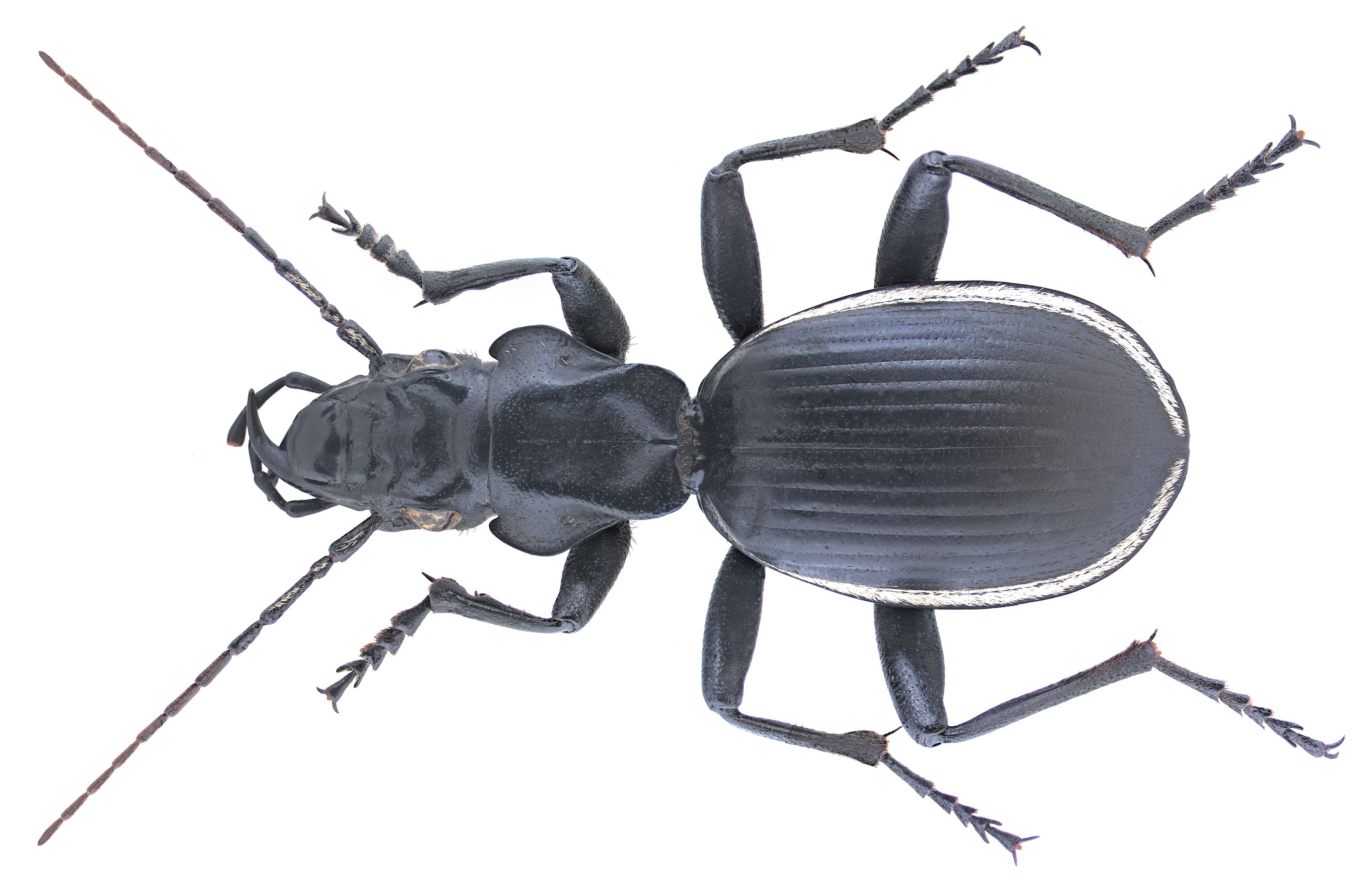
Anthia cinctipennis (en).
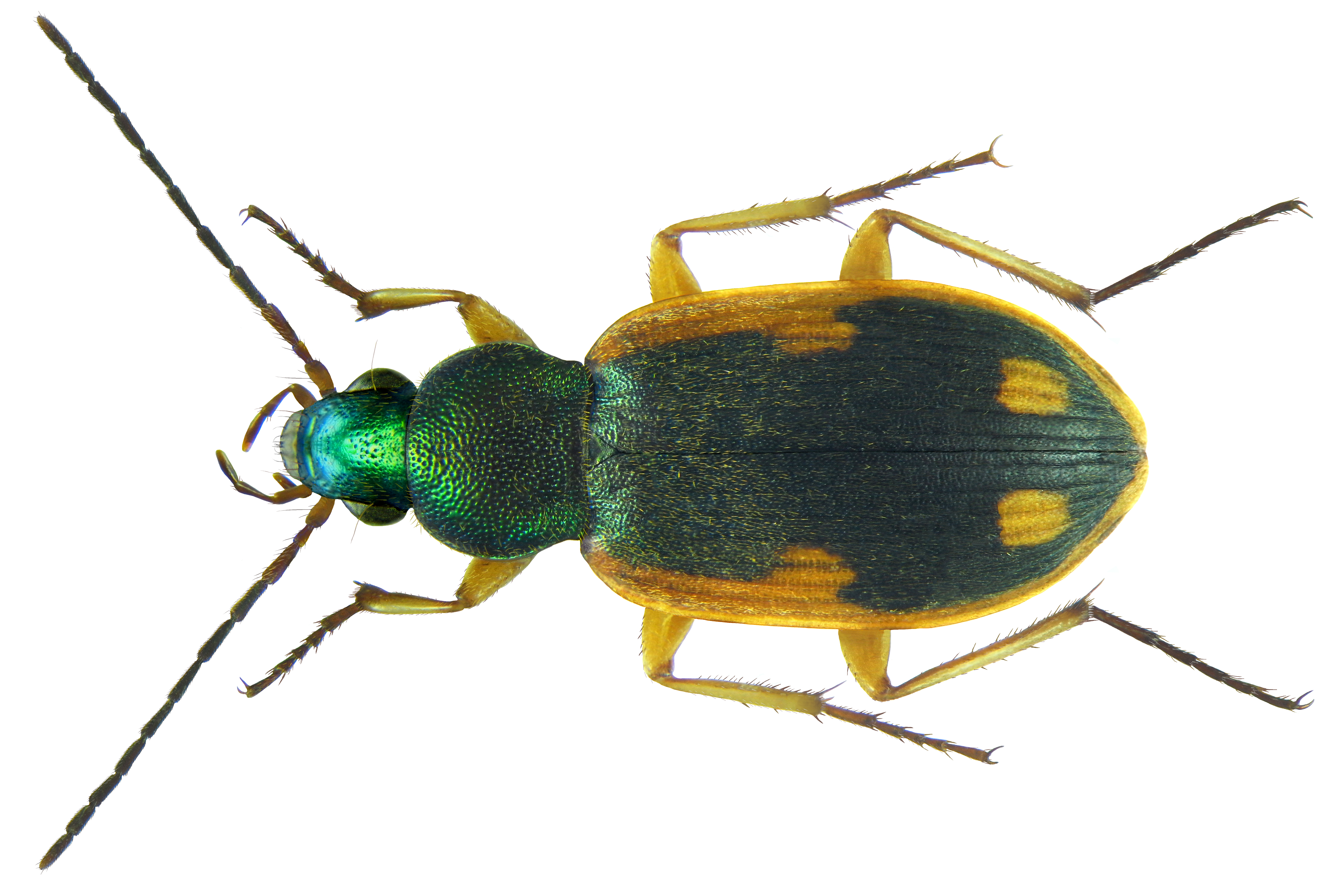
Chlaenius notabilis (nl).
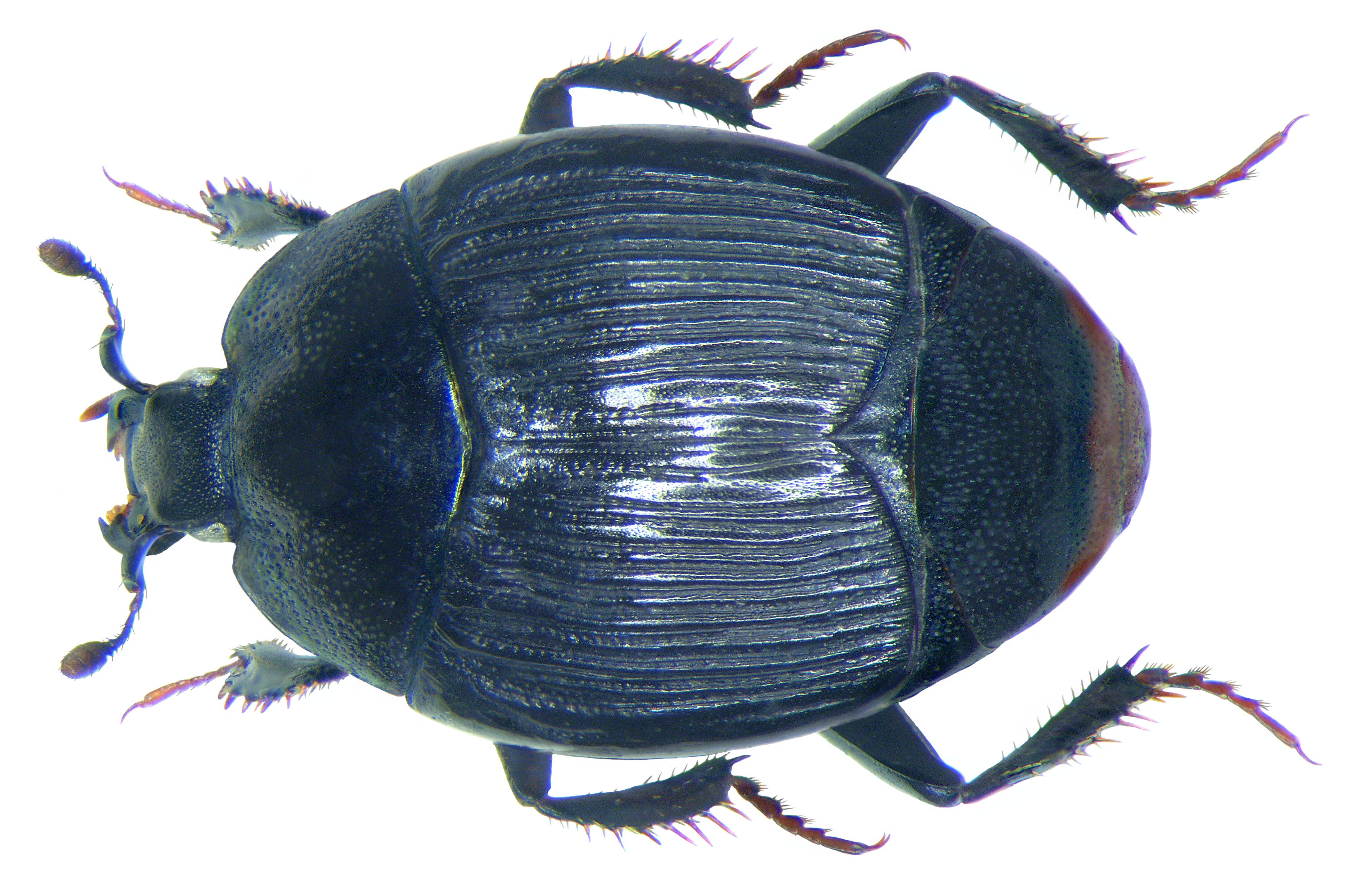
Pelorurus densistriatus (sv).

## Infrastructures et tourisme

### Accès
À bord d'un véhicule, on peut pénétrer dans le parc par plusieurs portes : Andersson Gate, au sud-ouest depuis Outjo, Von Lindequist Gate, à l'est en direction de Tsumeb, Galton Gate à l'ouest et King Nehale Lya Mpingana Gate au nord, à 48 km de la route vers Ondangwa. Leurs noms font référence à des personnalités qui ont marqué l'histoire du parc, trois Européens de l'époque coloniale, Charles Andersson, Francis Galton et Friedrich von Lindequist et un chef ovambo qui s'opposa aux troupes allemandes, dans le cas de Nehale Mpingana (en).
Les horaires changent chaque semaine : on y accède entre le lever et le coucher du soleil.

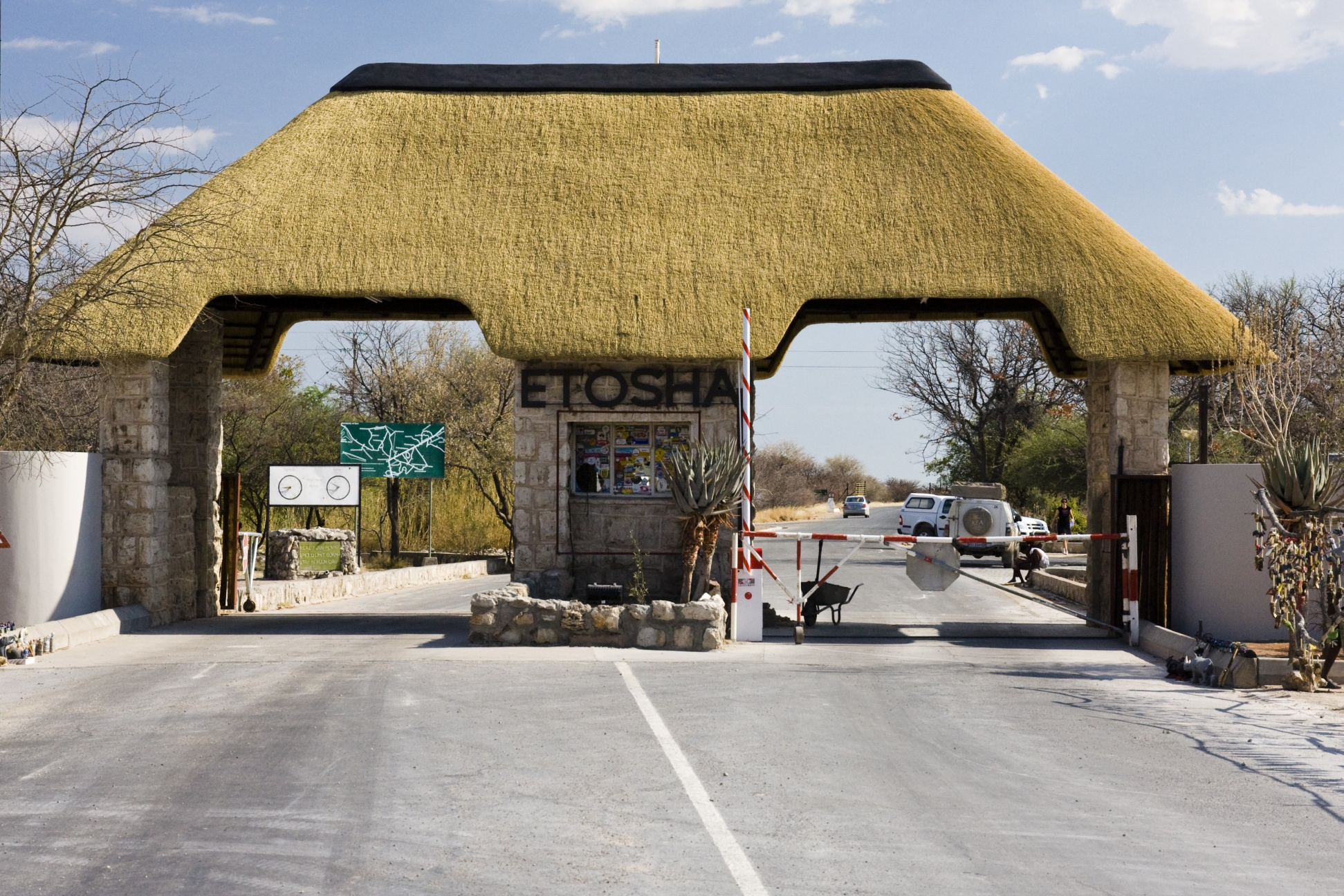
Andersson Gate.
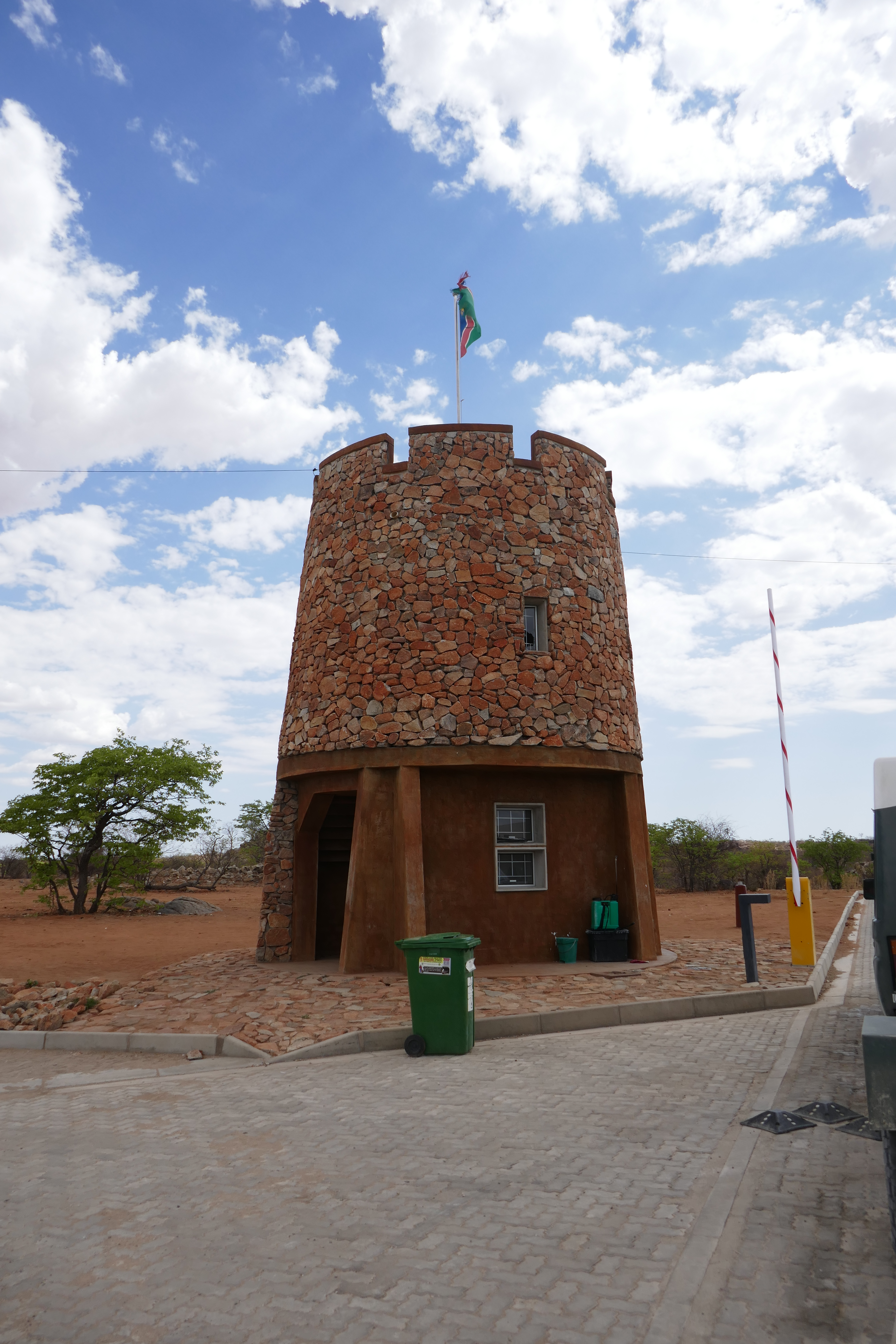
Galton Gate.
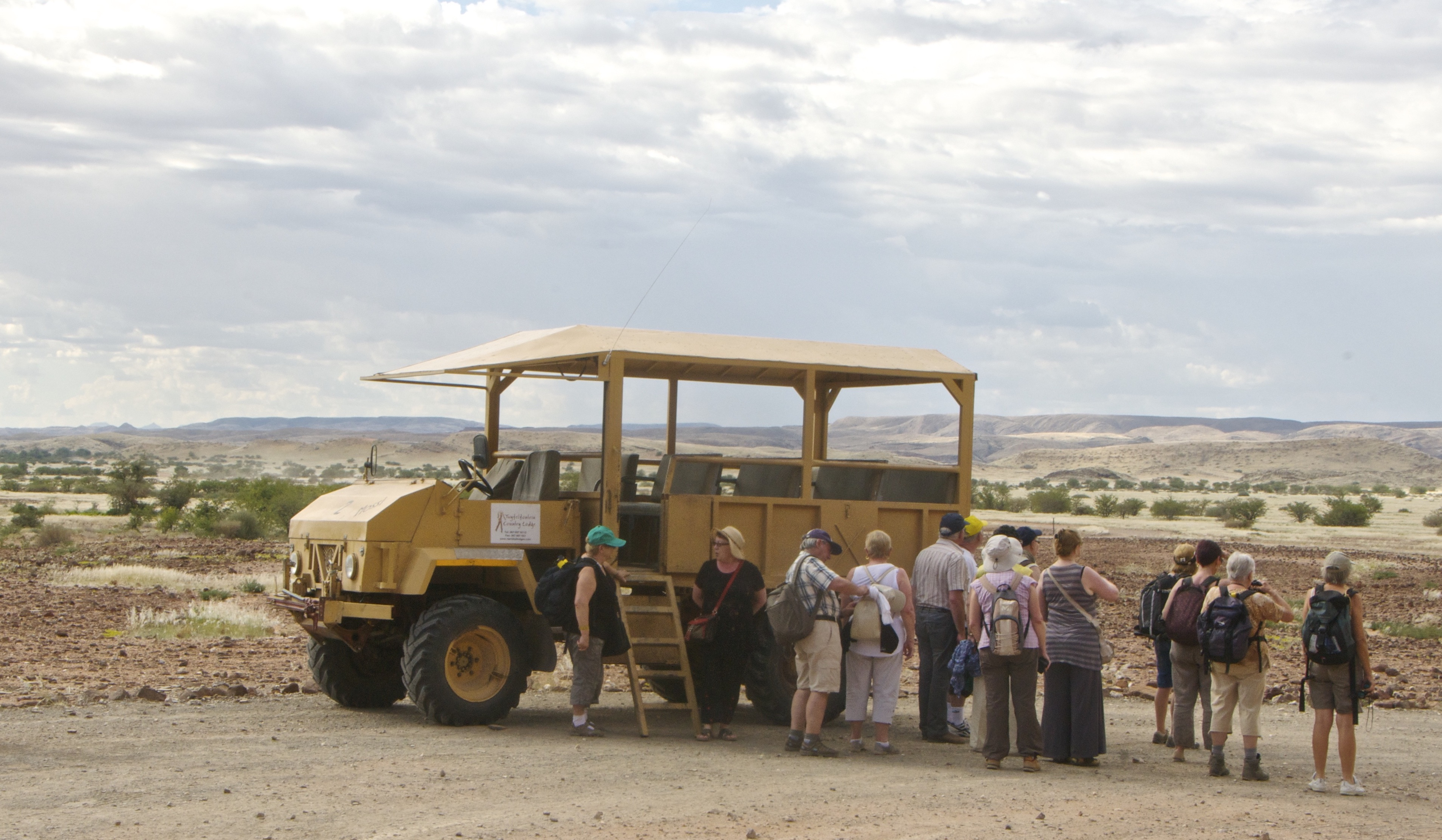
Transport de touristes.
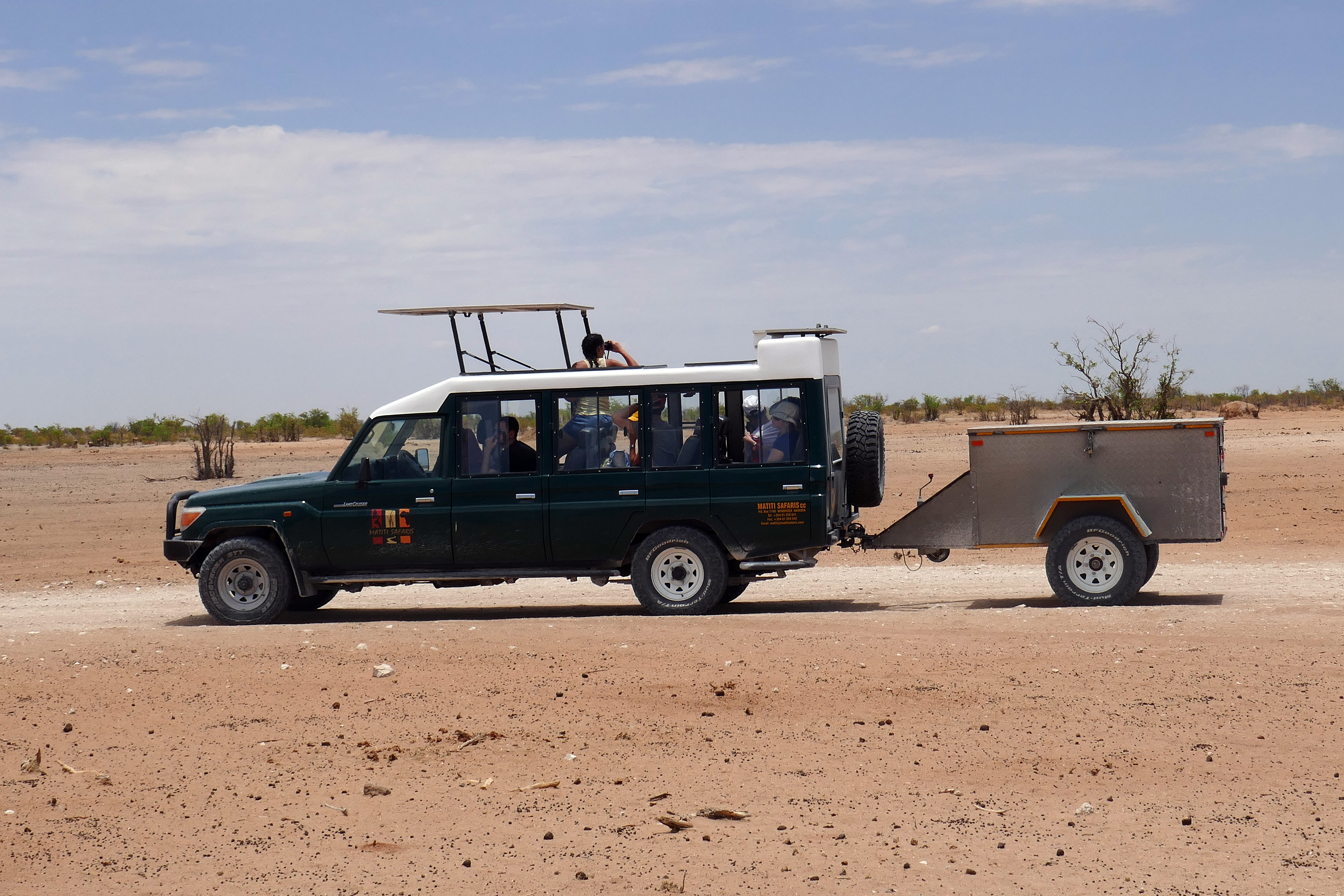
Découverte du parc à bord d'un véhicule tout-terrain.

### Campements
Dans l'enceinte du parc, plusieurs campements (rest camps) peuvent accueillir les visiteurs : Okaukuejo, Namutoni, Halali, Onkoshi, Dolomite et Olifantsrus.

#### Okaukuejo

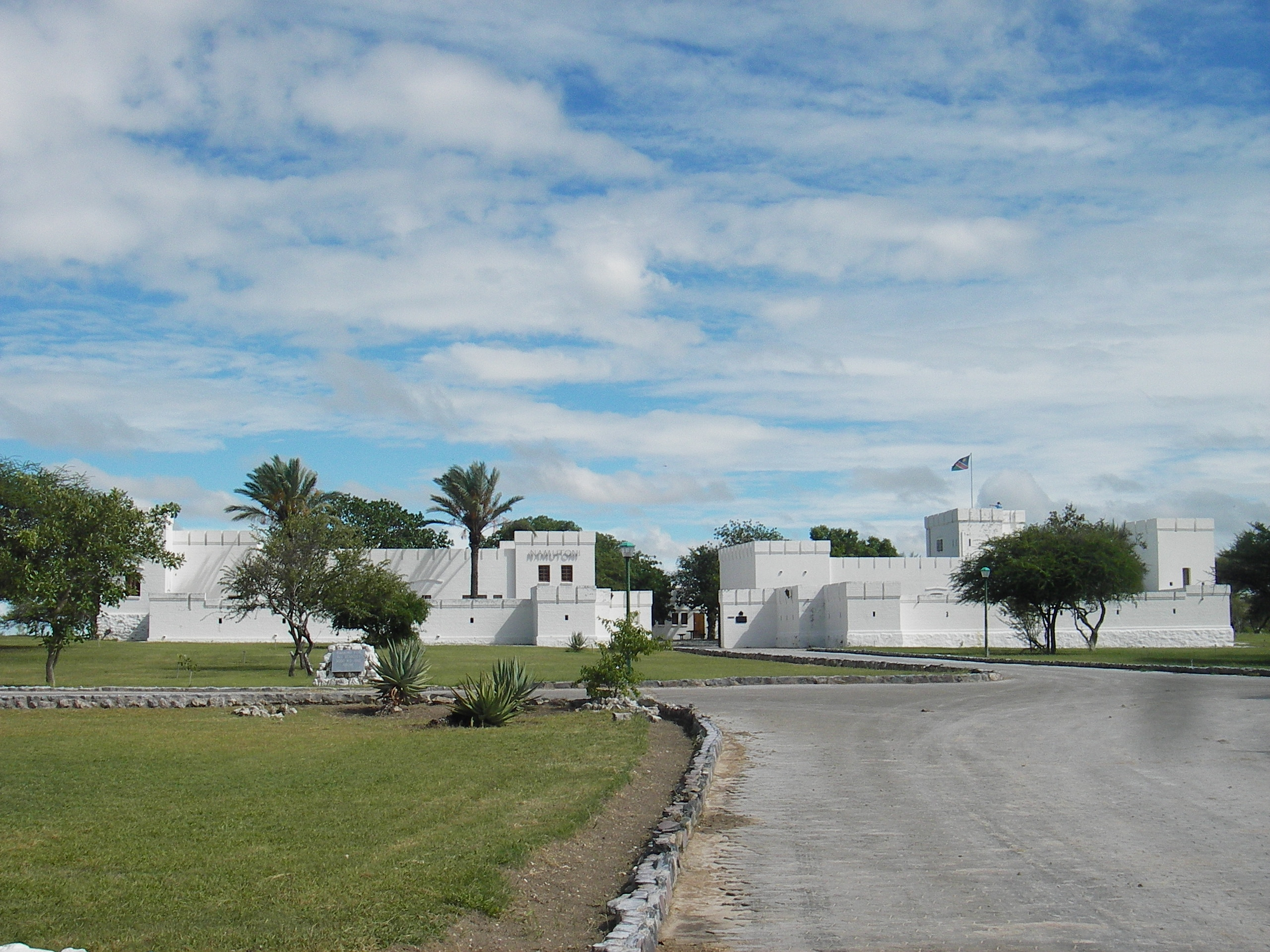
Forteresse de Namutoni.

Situé à 17 km au nord d'Andersson Gate, c'est le plus ancien et le plus vaste des campements d'Etosha, aujourd'hui doté de nombreux équipements et d'un point d'eau illuminé chaque soir. Il abrite également l'administration du parc et un institut de recherche (Etosha Ecological Institute).

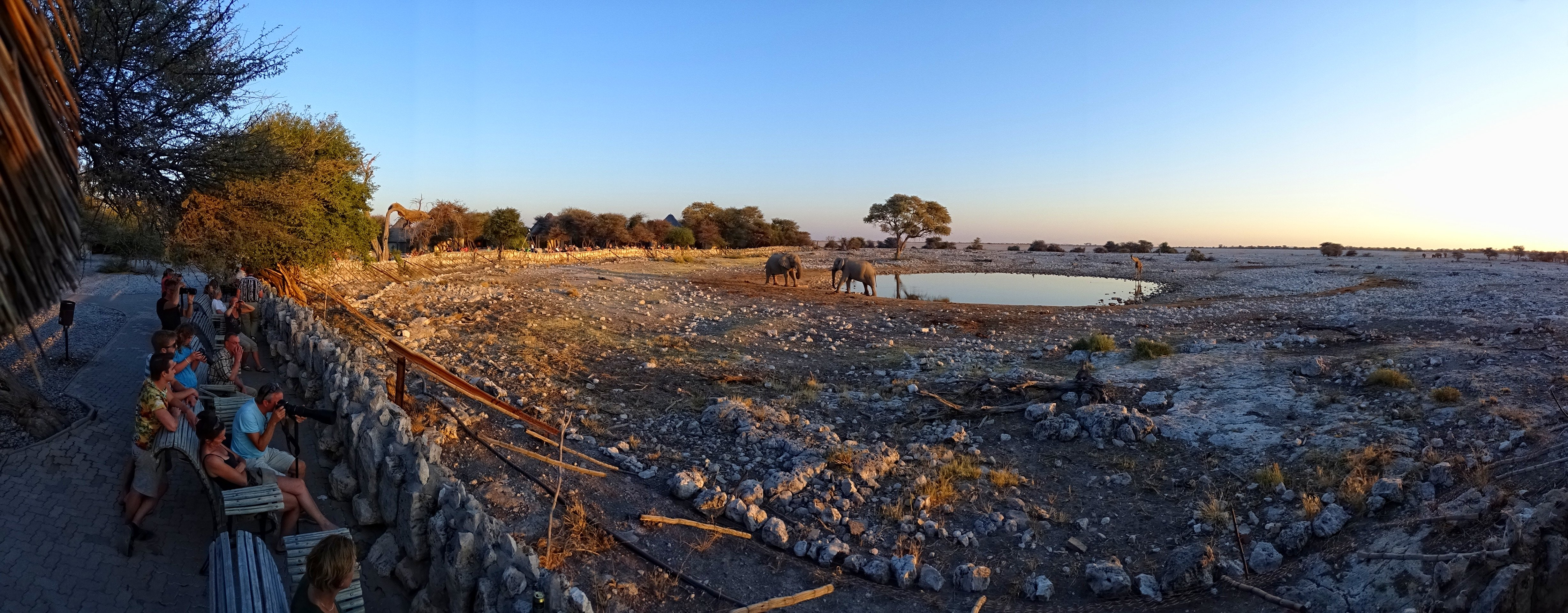
Touristes contemplant le plan d'eau.
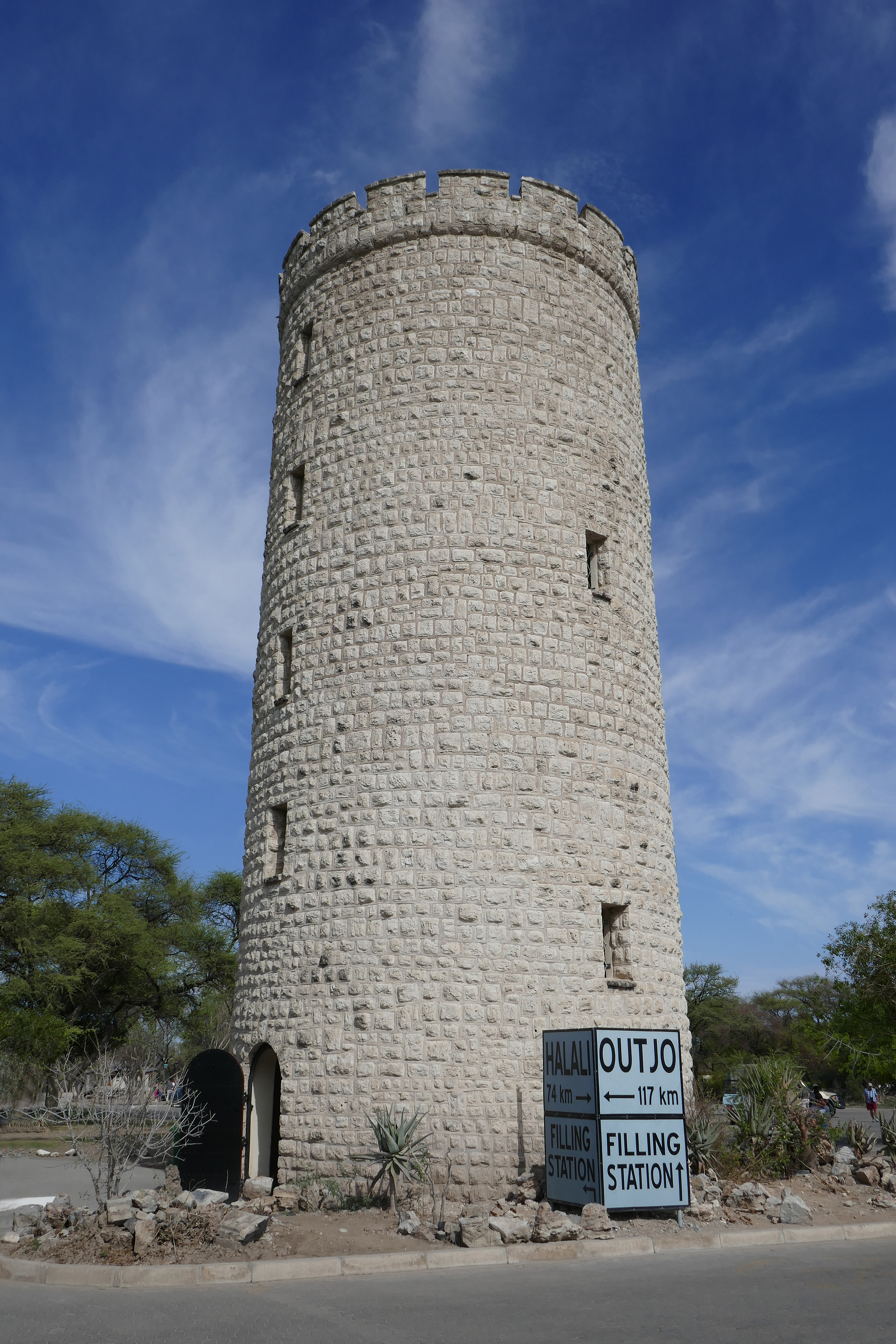
La tour.
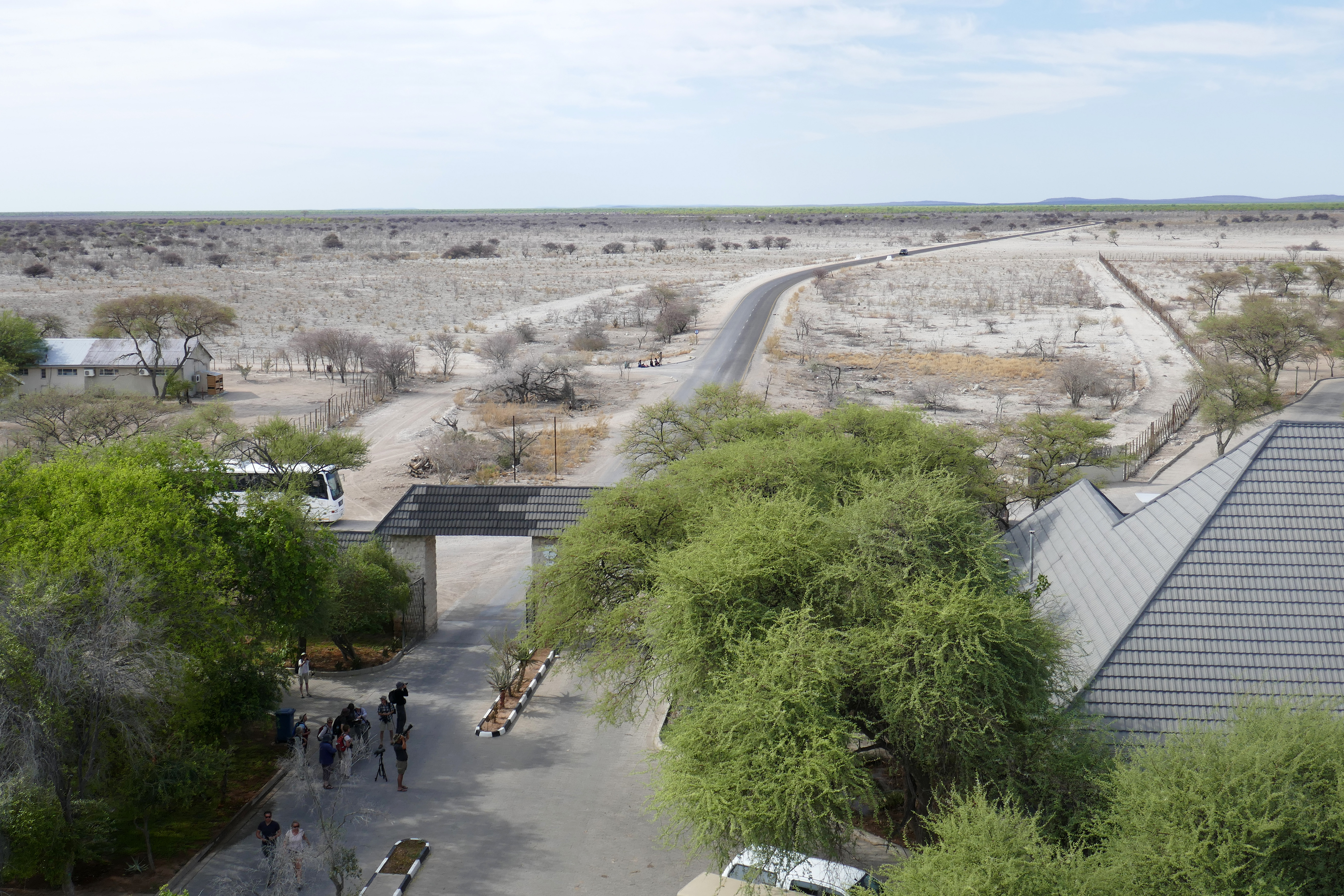
Vue depuis la tour.
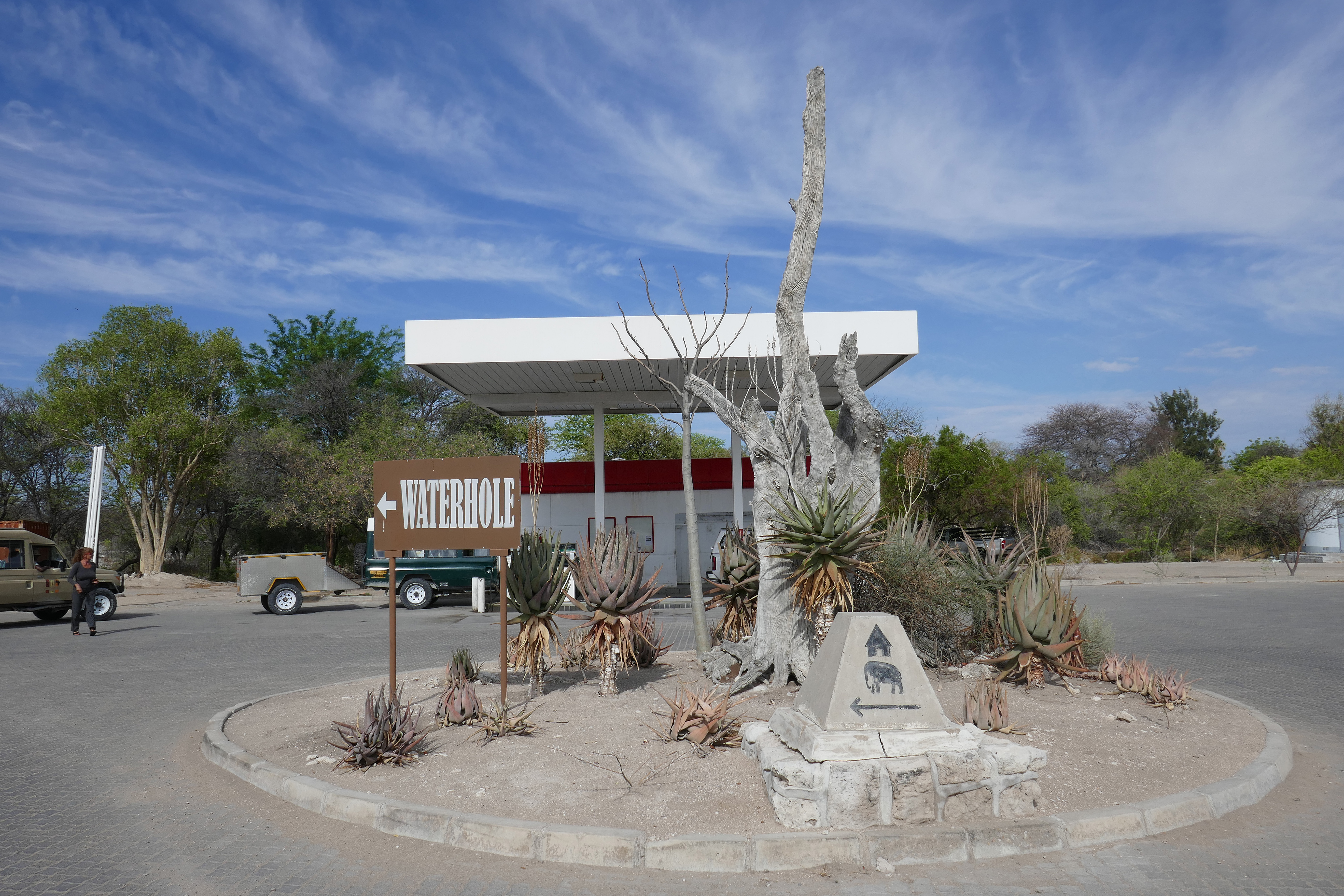
Station-service.

#### Namutoni
À partir d'une ancienne forteresse construite sous l'ère coloniale allemande près d'une source, le campement lui-même est ouvert en 1958, puis agrandi en 1983. Comme celui d'Okaukuejo, il est bien équipé et possède sa mare éclairée.

#### Halali
À mi-chemin entre Okaukuejo et Namutoni, ce camp a été installé en 1967 au milieu des mopanes, au pied d'une colline dolomitique.

#### Onkoshi
Il a été ouvert en 2008 sur une péninsule isolée au nord-est du salar.

#### Dolomite
Au sommet d'une petite colline à l'ouest du parc, ce camp vise une clientèle de luxe.

#### Olifantsrus
Situé à l'ouest, à une soixantaine de kilomètres de Galton Gate, dans une zone moins fréquentée du parc, c'est le campement le plus récent (2014). Il est doté d'un observatoire d'animaux (Olifantsrus Hide) donnant sur un plan d'eau creusé par l'homme. Son nom signifie « le repos de l'éléphant ». De fait, comme en témoigne une grande structure métallique, l'endroit a été utilisé dans le passé comme abattoir d'éléphants. En effet, au début des années 1980, la région avait été touchée à la fois par de grandes périodes de sécheresse et une surpopulation d'éléphants, lesquels semblaient menacer d'autres espèces telles que les rhinocéros noirs. 525 éléphants (sur les 3 000 que comptait le parc) sont ainsi abattus entre 1983 et 1985. Cette décision reste très controversée.

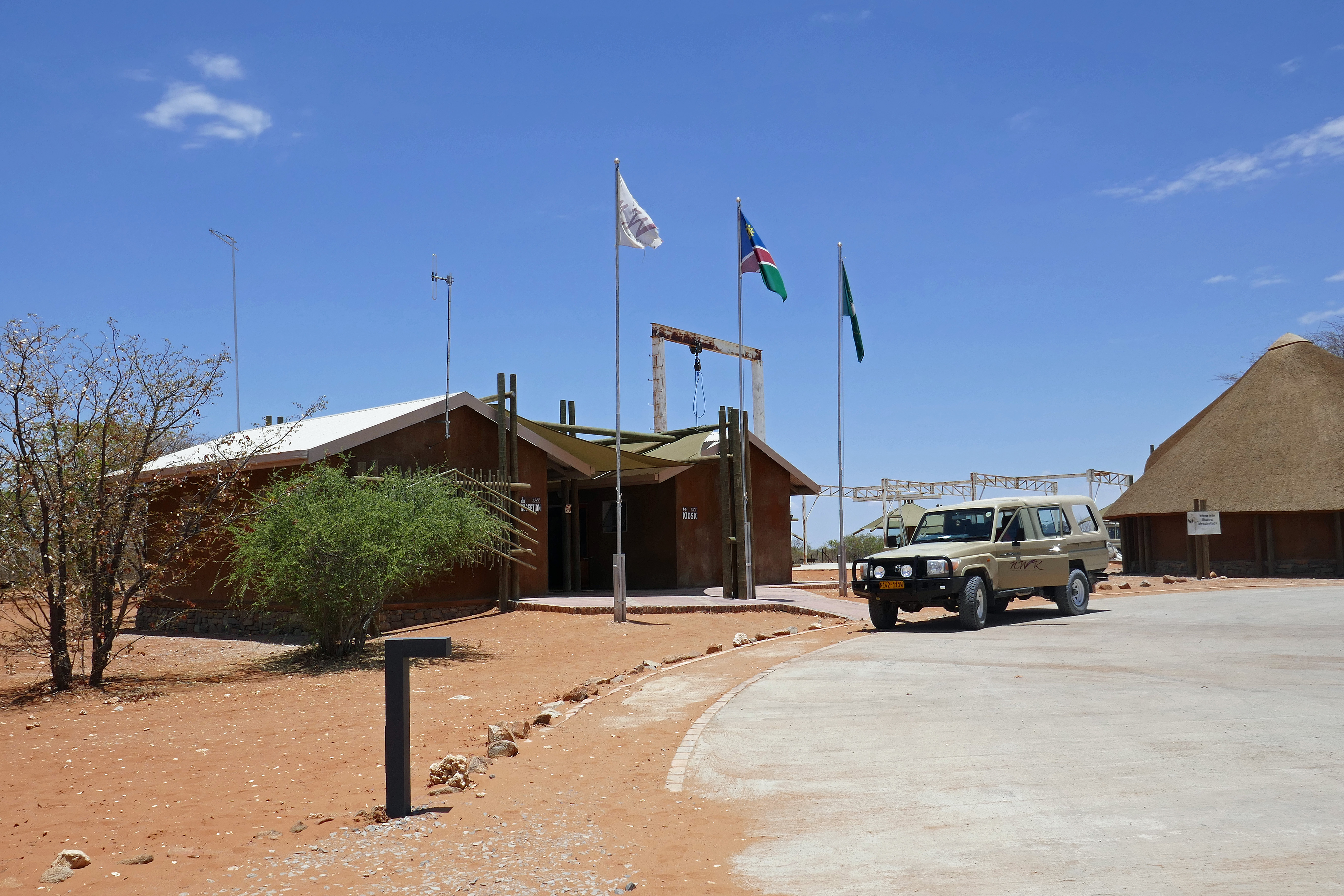
Accueil.
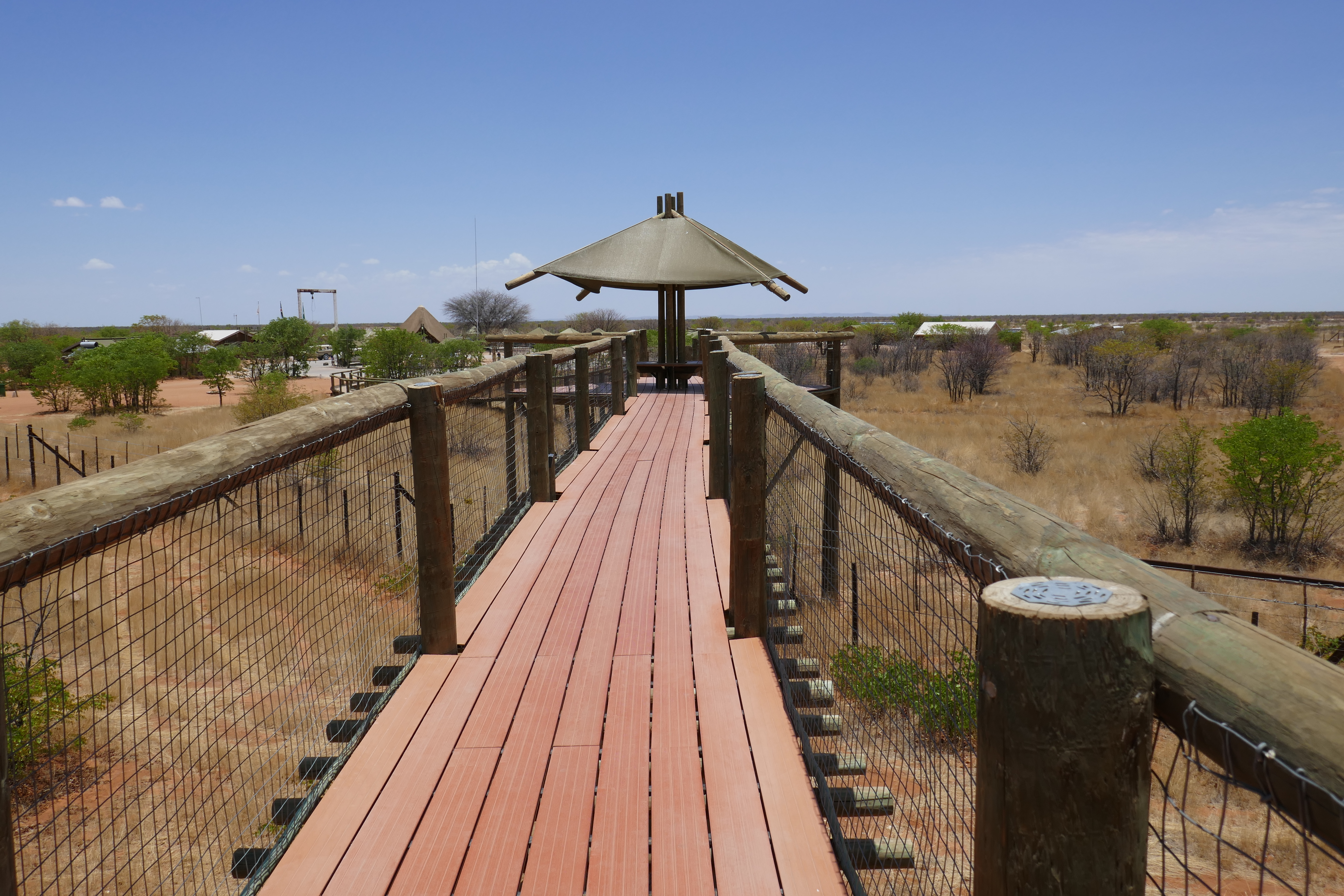
Observatoire d'Olifantsrus.
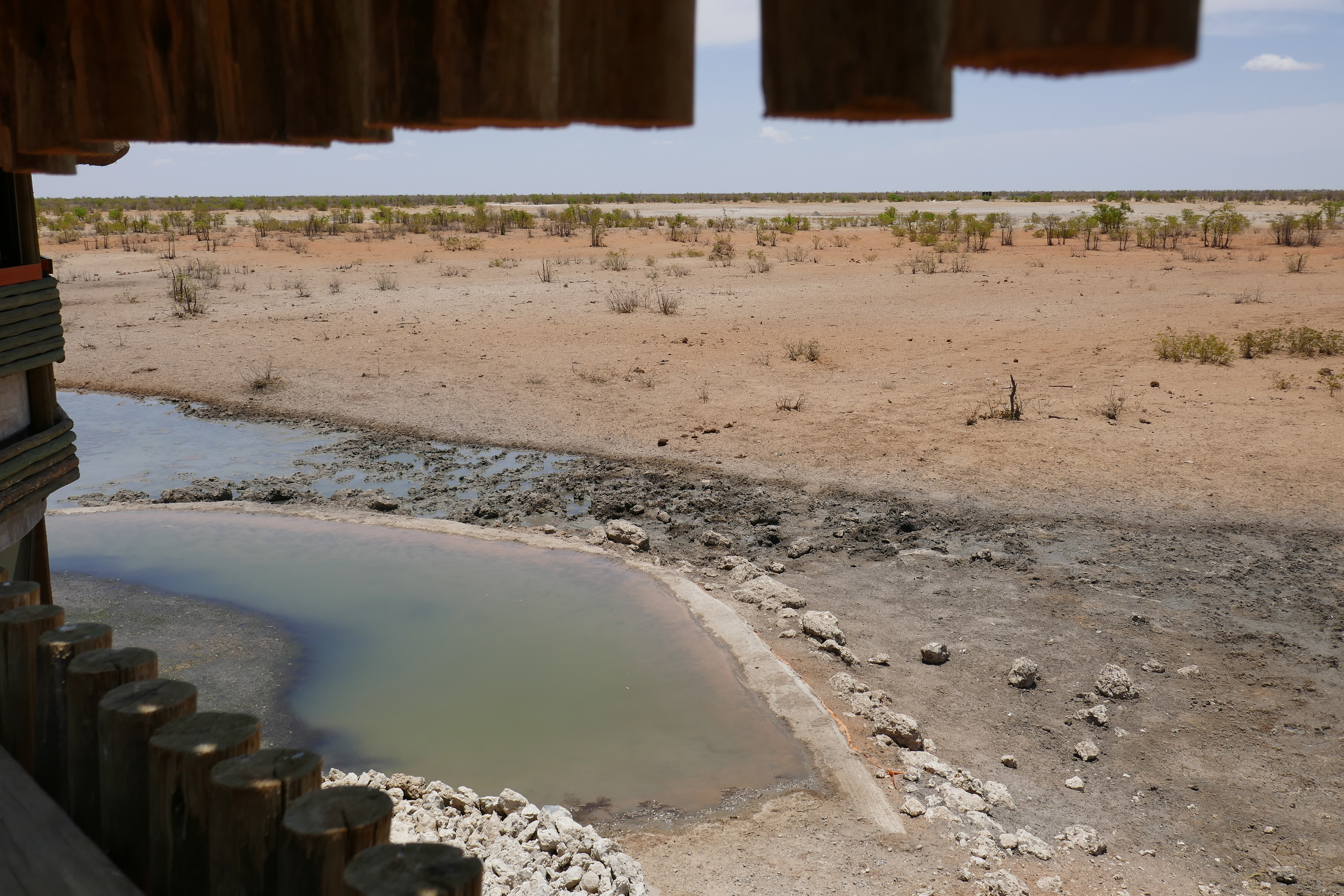
Vue sur le point d'eau.
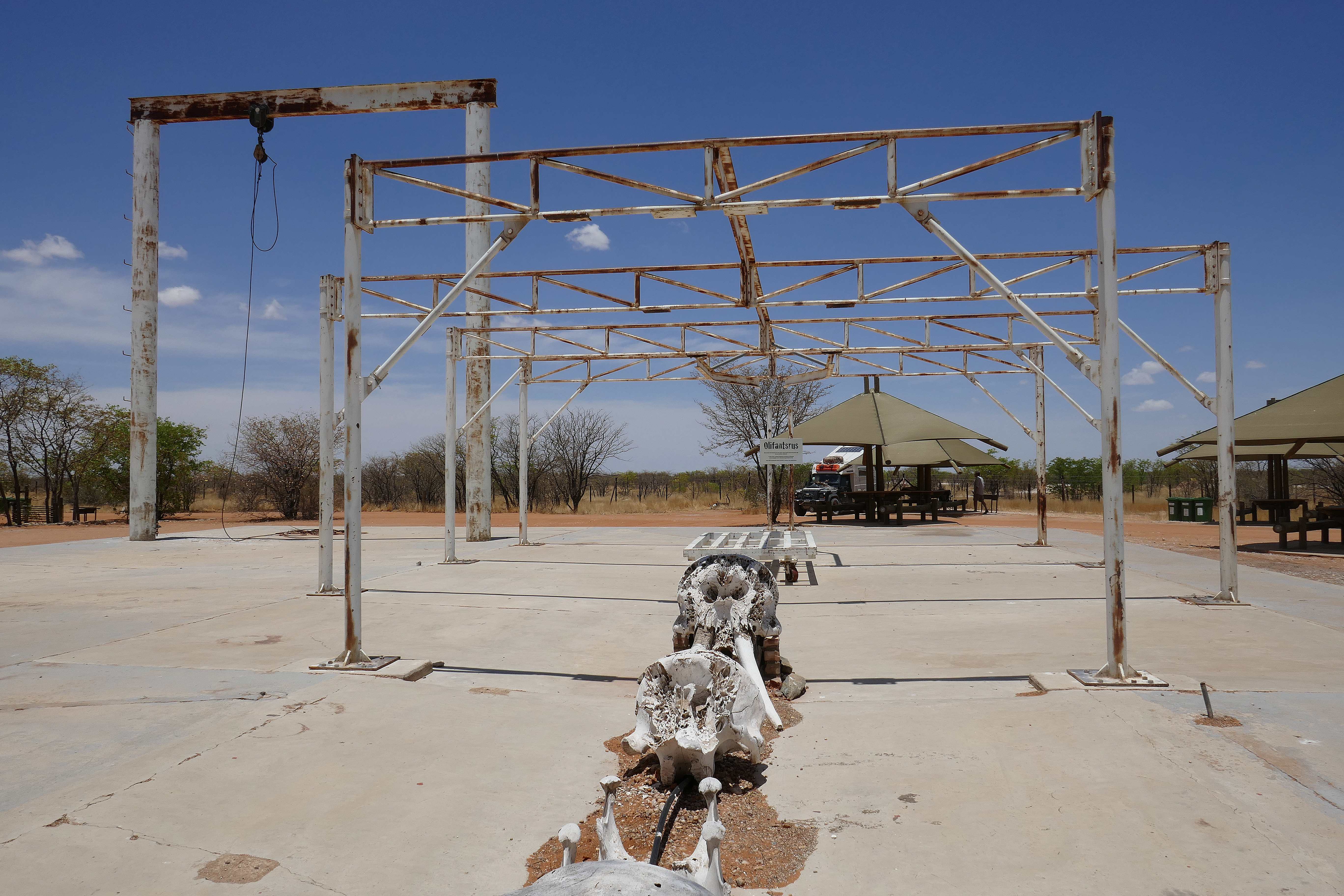
Ancien abattoir d'éléphants.